# Universidad Estatal de San Diego
La Universidad Estatal de San Diego (San Diego State University) (SDSU, State) es una universidad pública de investigación en San Diego, California (Estados Unidos), la más grande y antigua institución de educación superior en el Condado de San Diego.
Fundada en 1897 como Escuela Normal de San Diego, es la tercera universidad más antigua de los 23 miembros de la Universidad Estatal de California (CSU). SDSU tiene un cuerpo estudiantil de más de 34.000 y una base de exalumnos de más de 260.000. La universidad imparte 189 titulaciones de grado, 91 maestrías y 25 doctorados, entre los que se incluyen: Doctor en Educación, Especialistas en Educación, Doctor en Terapia Física, Doctor en leyes, Doctor de Audiología, Doctor de Filosofía y programas en colaboración con la Claremont Graduate University, UC Davis, UC Riverside, Universidad de California San Diego, y UCSB.
La Universidad también ofrece 26 credenciales diferentes de enseñanza. SDSU ofrece más títulos doctorales que cualquier otro campus en el Sistema de Universidades del Estado de California, al tiempo que también se inscribe el más grande cuerpo estudiantil de estudiantes de doctorado en todo el sistema (534). En 2013, SDSU matriculó a estudiantes de doctorado más que en su historia entera. .
Fundación Carnegie ha designado a la Universidad Estatal de San Diego como una "Universidad de Investigación con una alta actividad de investigación", que la sitúa entre las 200 instituciones de educación superior más importantes del país con la realización de investigaciones. En el ciclo escolar 2009-2010, la universidad obtuvo 150 millones de dólares para la investigación, incluidos 26 millones de dólares de los Institutos Nacionales de la Salud. La Universidad espera pronto ser clasificada como "Doctorado / Investigación-extensivo."  Cabe destacar que, de conformidad con el  Facultad Índice de productividad académica (FSP Index) publicado por la Organización académica Analytics de Stony Brook, NY, la SDSU fue la principal pequeña universidad de investigación en los Estados Unidos durante cuatro años (4) académicos consecutivos. SDSU patrocina el segundo mayor número de Becarios Fulbright en el estado de California, justo detrás de la Universidad de Berkeley. Desde 2005, de esta universidad han procedido más de 40 becarios de las becas Fulbright.
La Universidad genera más de 2400 millones de dólares anualmente para la economía de San Diego ya que el sesenta por ciento de los graduados permanece en San Diego, lo que hace a SDSU un educador principal de la fuerza de trabajo de la región. Comprometidos a server la diversidad de la región de San Diego, SDSU clasifica entre las diez mejores universidades nacionales en cuanto a la diversidad étnica y racial entre su alumnado, así como el número de títulos de licenciatura conferidos a estudiantes de minorías.
La Universidad Estatal de San Diego es miembro de la Asociación Occidental de Escuelas y Colegios (WASC)), la Asociación Americana de Colegios y Universidades Estatales (AASCU), la Asociación Nacional de Universidades Estatales y Tierra-Grant Colleges y el Consorcio de Seguridad Fronteriza del Sudoeste.

## Historia
Establecida el 13 de marzo de 1897, primero comenzó como la “Escuela Normal de San Diego”, pretendiendo educar a las mujeres locales como maestras de educación primaria. Esta estaba localizada en un campus de 17 acres (6,9 ha) en el Park Boulevard en Universidad Heights (en la actualidad la sede del Distrito Escolar Unificado de San Diego). Se abrió con siete profesores y 91 estudiantes; el plan de estudios se limitó inicialmente a Inglés, historia y matemáticas. En 1923, la Escuela Normal de San Diego se convirtió en el  Colegio del estado de San Diego de Profesores , "una institución pública de cuatro años controlada por consejo de estado de Educación".

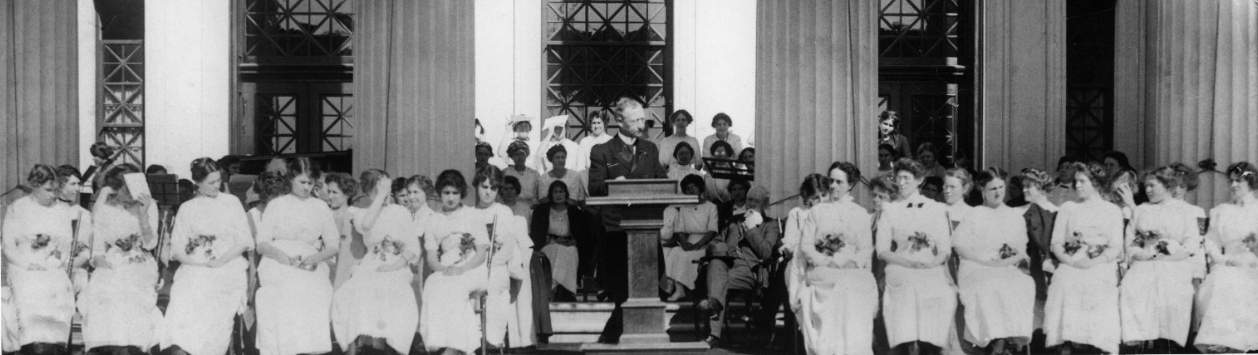
La primera clase graduada del año de apertura de la nueva construcción de la Escuela Normal San Diego.

Para los 1930 la escuela había sobrepasado a su campus original. . En 1931 se trasladó a su actual ubicación en una meseta en lo que entonces era el límite oriental de San Diego. En 1935, la escuela amplió su oferta más allá de la formación del profesorado y se convirtió enSan Diego State College  En 1960, San Diego State College se convirtió en una parte del sistema de la universidad de California, ahora conocido como el sistema de la Universidad Estatal de California. Por último, en 1970 San Diego State College se convirtió en la Universidad Estatal de San Diego (SDSU).
John F. Kennedy, el entonces presidente de los Estados Unidos dio el discurso de graduación en la Universidad Estatal de San Diego el 6 de junio de 1963. Kennedy recibió un doctorado honoris causa en Derecho en la ceremonia, haciendo que SDSU fuera el primera Colegio del Estado de California en conceder un doctorado honoris causa. En 1964, este evento se registró como Señal Histórica de California #798.
| Como nación, no tenemos ninguna preocupación más profunda, ningún compromiso mayor y ningún interés más alto que un fuerte, sólido y libre sistema de educación para todos. En el cumplimiento de esta obligación para nosotros y nuestros hijos, proveemos para el futuro de nuestra nación y para el futuro de libertad. —John F. Kennedy, President of the United States of America. June 6, 1963. |

Desde 1968, el Departamento de Astronomía ha sido dueño del Monte Laguna Observatorio que se encuentra en el Bosque Nacional de Cleveland. Se opera el observatorio simultáneamente con la Universidad de Illinois en Urbana-Champaign.
Para el inicio del año académico 2006-2007, SDSU amplió sus aulas y espacios de apoyo por más de 200,000 pies con la apertura de tres nuevos edificios, el Colegio de Artes y Letras, el Centro Calpulli y Donald P. Shiley BioScience Center. Los edificios, respectivamente, cuentan con aulas de alta tecnología, instalaciones de salud y bienestar mejorados, y los laboratorios de investigación científica.
En abril de 2012, su Santidad el XIV Dalai Lama habló en Viejas Arena como parte de su "compasión sin Fronteras" tour de SDSU.

### Rectores de la Universidad

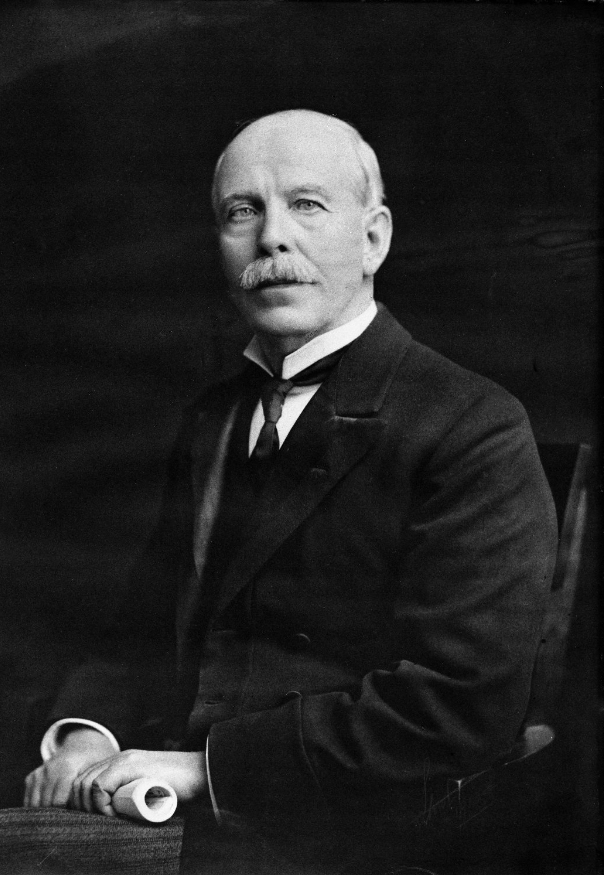
Primer presidente de SDSU, Samuel T. Black en 1905

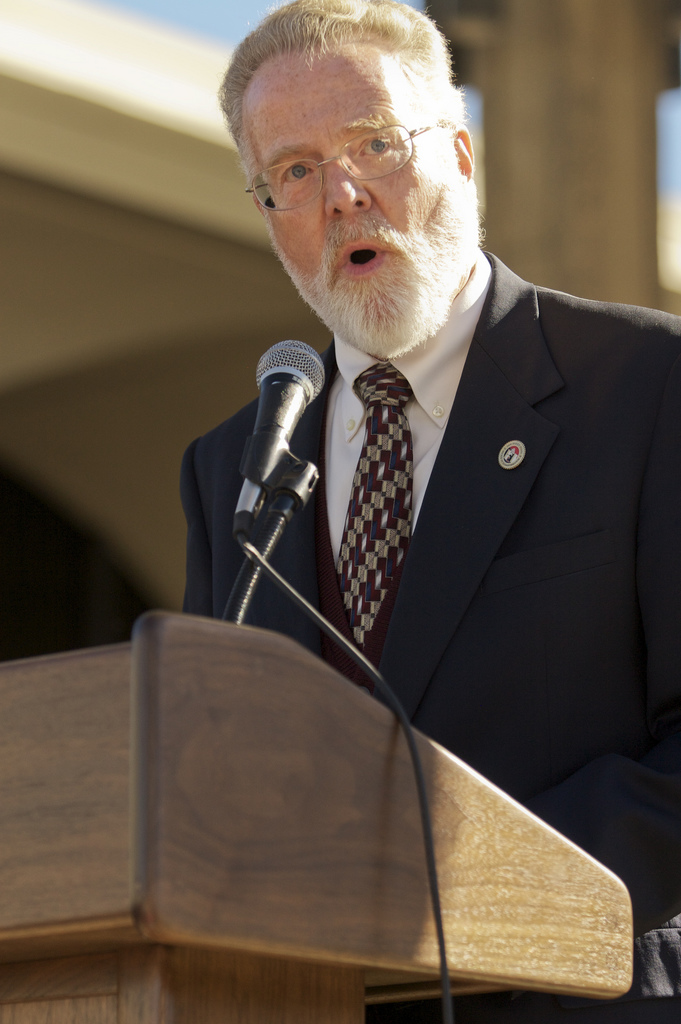
Stephen L. Weber, expresidente de SDSU. Weber es alabado por su éxito en la preparación de los estudiantes, las tasas de graduación, y llevando a SDSU a convertirse en una universidad de investigación

SDSU ha tenido un total de diez presidentes, ocho de los cuales fueron elegidos para el puesto, mientras que los otros dos estaban en posición de actuar (lo que resulta en un término menor de un año). Varias estructuras del campus se nombran en honor a expresidentes ", tales como Hardy Tower, Hepner Hall (integrado en el logotipo de la universidad), y el Malcolm A. Love Library.
- Samuel T. Black (1898 to 1910)
- Edward L. Hardy (1910 to 1935)
- Walter R. Hepner (1935 to 1952)
- Malcolm A. Love (1952 to 1971)
- Donald E. Walker (1971 to 1972) [Acting]
- Brage Golding (1972 to 1977)
- Trevor Colbourn (1977 to 1978) [Acting]
- Thomas B. Day (1978 to 1996)
- Stephen L. Weber (1996 to 2011)
- Elliot Hirshman (2011 to present)

## Campus
Varios edificios se encuentran en el Registro Nacional de Lugares Históricos:
- Scripps Cottage se terminó en septiembre de 1931, financiado con una donación de 6000 dólares a partir de Ellen Browning Scripps junto con 5000 dólares por parte del Estado. Fue la sede de la agencia Asociación de Mujeres Estudiantes y fue utilizado para reuniones, actividades de las mujeres, y sirvió como un salón.[37] El 3 de septiembre de 1968, el edificio fue movido para hacer espacio para la nueva escuela. Se utiliza principalmente como un edificio de conferencia y reuniones, y en 1993, comenzó a servir como un centro para los estudiantes internacionales.[38]
- Tazón Azteca, que cuesta $ 500.000, el estadio fue inaugurado el 3 de octubre de 1936 ante 7500 personas, después de ser completado a principios de año. El estadio se suponía inicialmente para ser ampliado a 45.000 asientos, pero en su lugar solo se amplió una vez con 5000 asientos en 1948. Tazón Azteca fue el único estadio de la universidad estatal de California en el momento de su construcción.[39]
- Open Air Theatre contenía 4.280 asientos y fue financiado por el Works Progress Administration y el Estado por $ 200.000. Fue entregado en 1941.[40]
- El 19 de enero de 1976, el edificio Montezuma Mesa ha sido renombrado como Walter R. Hepner Salón, y el 1 de mayo de 1977, el edificio de Humanidades fue nombrado John Adams, un maestro, administrador, y archivero. El edificio de Ciencias Sociales Humanidades-cambió de nombre en 1986 por el geógrafo Alvena Tormenta e historiador Abraham P. Nasatir.[41]
- En la década de 1980 el Teatro al Aire Libre añadió nuevas instalaciones de apoyo y para esgrima. Peterson Gym se terminó en 1961, lo que hizo que el gimnasio original fuera el Gimnasio de las Mujeres hasta que fue remodelado y reabierto en 1990 como el edificio de Educación Física. En 1990, 4200 m se añadieron a Storm y Nasatir Salas. En 1986, se añadió un gran complejo de apartamentos de estudiantes junto con una residencia de 11 pisos de $ 13.000.000 dólares (lado oeste del campus).[42]
- Hardy Memorial Tower, con el Estilo Misión, se asemeja a una torre de la iglesia del Mediterráneo y es uno de los edificios más reconocibles en el campus. También lleva a cabo una función utilitaria: La torre oculta un tanque de agua de 5000 litros que proporciona presión para el sistema de plomería del campus. El edificio albergó la primera biblioteca de la universidad, que contó con murales pintados por la “Works Progress Administration”.[43]
- El Edificio de Comunicaciones, el de Ejercicio y Ciencias de la Nutrición, Facultad del Personal , El edificio de Ciencias de la vida y el anexo, Little Theatre, Tienda de Planta Física de Caldero, y el Edificio de Ciencias Físicas también se enumeran en el Registro Nacional.[36]

Otros edificios en el Campus:

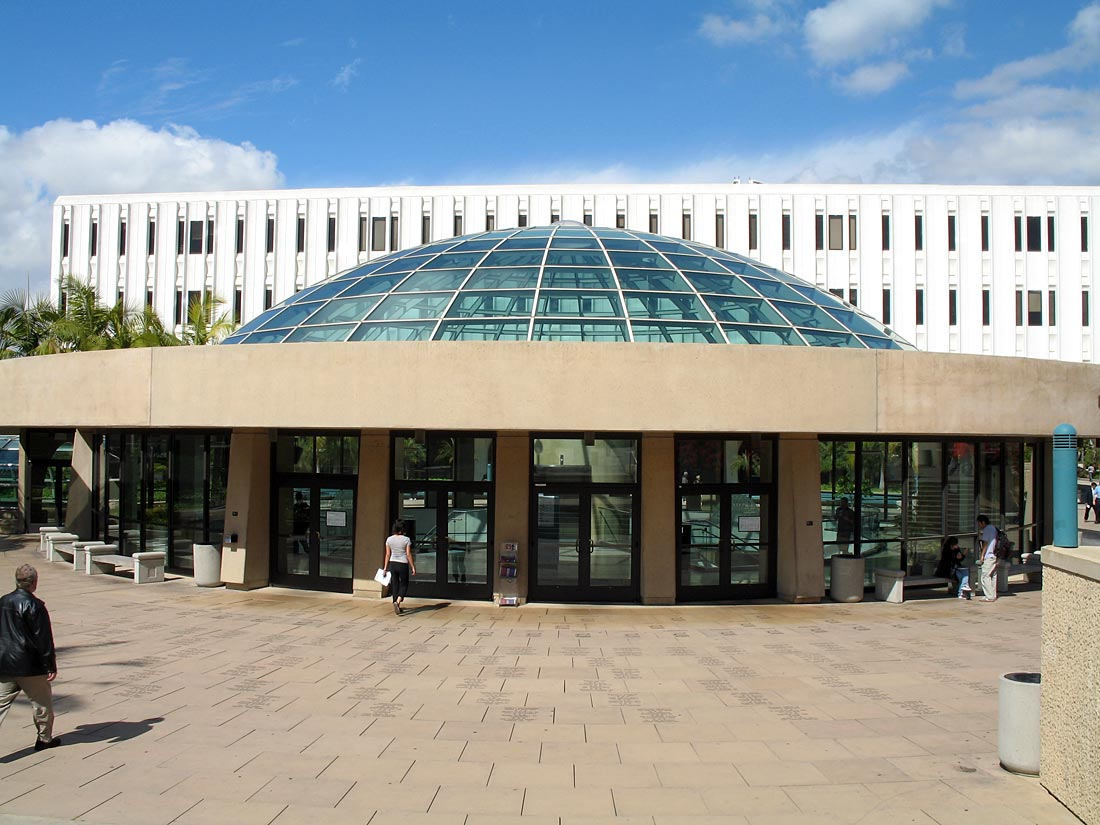
Malcolm A. Love Library y el InfoDome

- La biblioteca del campus, ahora conocido como la Malcolm A. Love Library, adquirió su libro 100.000 el 21 de mayo de 1944. Para finales de la Segunda Guerra Mundial estaba adicionando aproximadamente 8000 libros al año.[44] En 1959, se añadió 12 000 m, pero fue considerada demasiado pequeña.[45] En 1952, la biblioteca tenía 125.000 libros, y las regulaciones del estado requirieron que los libros antiguos se eliminarán antes de poder añadir otros nuevos. En 1965, había más de 300.000 libros alojados en una biblioteca que podrían albergar 230.000. Esto fue clasificado más alto en las universidades estatales, en términos de tamaño de la biblioteca. En la década de 1960, la construcción de una nueva biblioteca comenzó, lo que requirió reubicar a Scripps Cottage. El edificio de $8.000.000 dólares fue diseñado con 91,5 km de espacio para dar cabida a un millón de libros.[46] En febrero de 1971, la biblioteca abrió, albergando 700.000 libros, y fue nombrado bajo el nombre del presidente Malcolm A. Love por su popularidad en el campus y su papel en traer el nombre de Estado al estatus de la universidad.[47] El Gobernador Ronald Reagan dijo que la biblioteca podría "... servir como monumento duradero al hombre que dirigió la universidad a través de sus dolores de crecimiento ... para una de las mejores universidades del estado de California."[48] El edificio, era de cinco pisos de altura y fue el edificio más grande en el campus. Una escultura de cuatro pisos titulado "Hanging Discus" por el escultor George Baker fue diseñado específicamente para la biblioteca y se añadió a una escalera interior en noviembre de 1973.[49]
- The ModernSpace Consejo estudiantil (anteriormente Aztec Center) es un proyecto que aseguró la financiación en 2010[50] para completarse en otoño de 2013, lo que remplaza y aproximadamente duplica[51] el tamaño del Consejo estudiantil. La instalación será el primer Consejo estudiantil en los Estados Unidos en cumplir con los requisitos para tener una distinción LEED Platinum.[52]

- El Parma Payne Goodall Alumni Center, que costó once millones de dólares, abrió sus puertas en octubre de 2009 y es la sede de la Asociación de Exalumnos de SDSU y de la Fundación Campanile.[53]

- En 2014, SDSU abrió el recientemente renovado complejo de ciencias sociales, la tormenta y Nasatir Salas. Originalmente construido en 1957, el complejo de 137.700 pies cuadrados recibió un cambio de imagen completo para albergar ocho departamentos académicos de la Facultad de Artes y Letras, aulas recién actualizados y despachos de profesores, centros de investigación académicos, dos grandes salas de conferencias y un centro de servicio de alimentos. El coste total para la construcción acercaba $ 74 millones, y se inició en 2012 Incluido en la apertura eran dos nuevas instalaciones con nombre -. Charles Hostler Salón (una conferencia auditorio de 435 escaños) y el J. Keith Behner y Catherine M. Stiefel Auditorio (a 252 asientos sala de conferencias).[54] Storm Hall fue nombrado en honor del difunto profesor de SDSU Alvena tormenta -. Quien fue parte del cuerpo docente por más de 40 años desde 1926 Nasatir Hall fue nombrado en honor de Abraham P. Nasatir, profesor emérito de la historia que se enseña en SDSU durante 46 años (1928-1974) y más tarde fue reconocido internacionalmente por sus investigaciones sobre la historia de California, recibiendo cuatro becas Fulbright.[54]

### Salas de Residencia

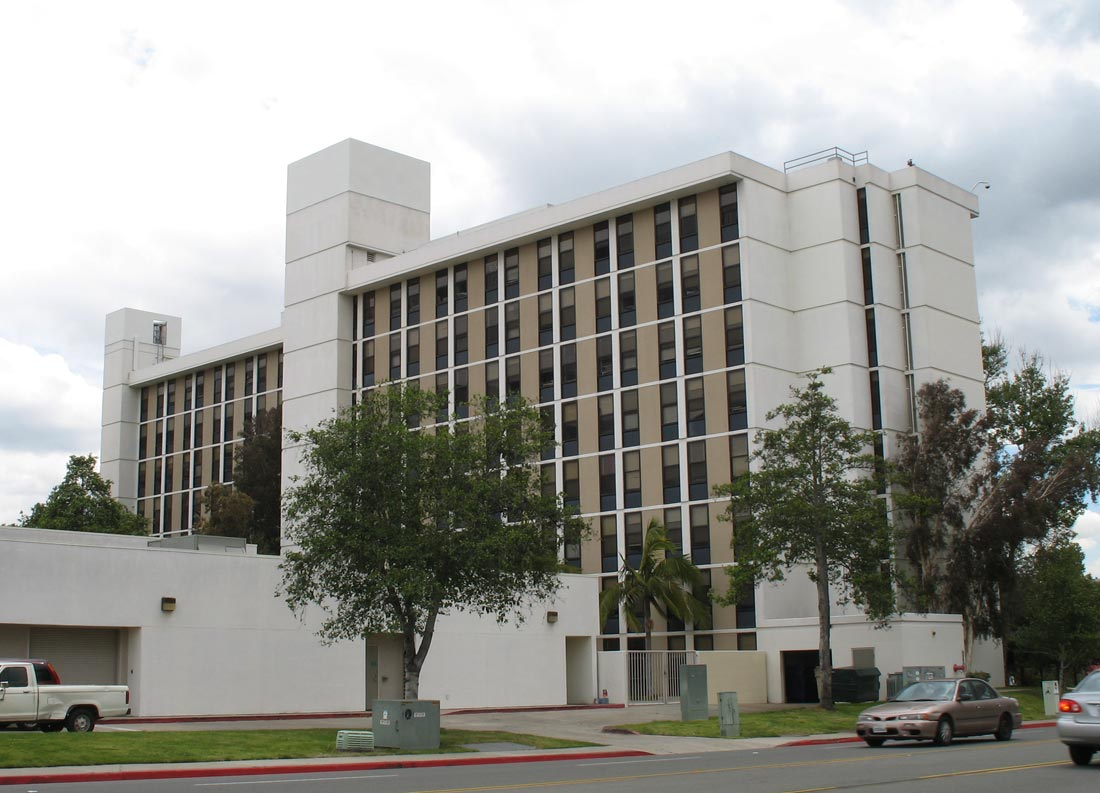
Tenochca Hall (residencia para nuevos estudiantes)

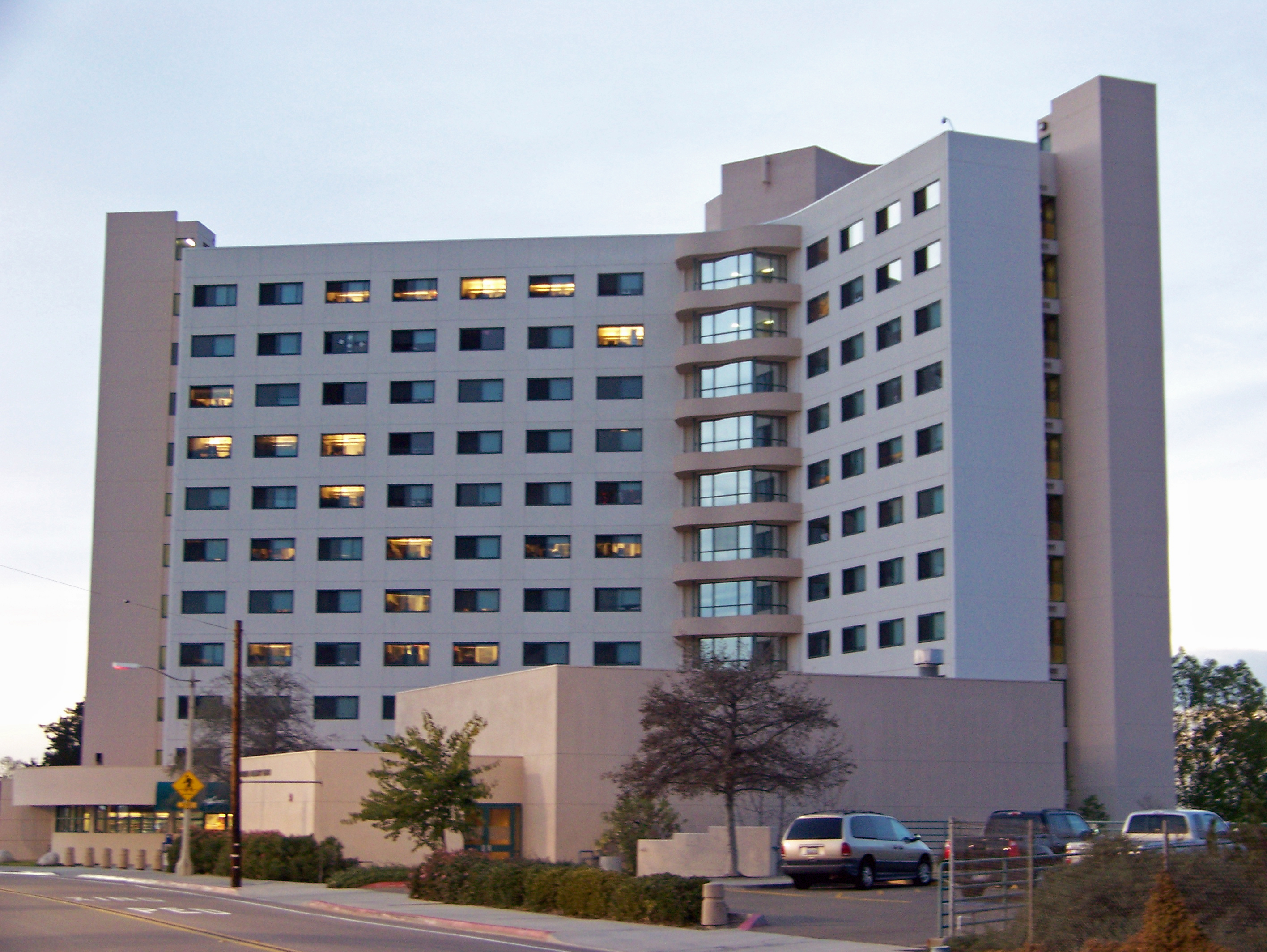
Chapultepec Hall (residencia para nuevos estudiantes)

En 1937, Quetzal Hall, el primer dormitorio, abrió para 40 mujeres estudiantes y se encontraba fuera del campus. En 1952, 50 jóvenes universitarios realizaron una Panty Raid al Quetzal Hall, causando daños y perjuicios de 1000 dólares. La policía arrestó a 13 de los estudiantes y las chicas del dormitorio más tarde tomaron represalias atacando a la casa de la fraternidad Pi Kappa Alpha. En 1968, la residencia de estudiantes Zura Hall fue construido, y más habitaciones se añadieron más tarde. Chapultepec Hall mantuvo 580 estudiantes cuando se construyó por primera vez.
Hoy en día, la universidad posee y opera la viviendas con un total de 4.107 estudiantes entre dormitorios, torres y apartamentos de estudiantes, fraternidades. Aproximadamente el 63% de los estudiantes de primer año por primera vez vive en el alojamiento en el campus, mientras que alrededor del 14% del cuerpo estudiantil en general reside en viviendas del campus. SDSU ofrece a las comunidades con temas únicos de vivienda en el primer año y la vivienda upperclassman, como "caminos de transferencia", "vivienda de género neutro" y "explora San Diego".

### Ramificación de campus
Actualmente SDSU opera un outlet del campus o en el Imperial Valley Campus, ubicado en Calexico, California con un campus adicional en Brawley, California. IVC incluye un parque de investigación e instalaciones relacionadas. El campus sirvió originalmente a la división superior, la certificación de maestros, y solo los estudiantes de tercer año, pero ahora sirve una cohorte selectivo de estudiantes de primer año y segundo año que estudian carreras de justicia penal, estudios liberales, o psicología. SDSU anteriormente operaba un campus en el Condado del Norte, que más tarde se convirtió en la más grande Universidad Estatal de California, San Marcos. En el sur de la bahía, SDSU operaba un campus en el primer piso del edificio de estacionamiento frente al hotel Holiday Inn en National City, California. Este campus comparte instalaciones con Southwestern College. El South Bay campus está cerrado de forma indefinida..

## Información académica

### Admisiones
Estadísticas de estudiantes de primer año en otoño
|                         | 2014 preliminar | 2013   | 2012   | 2011   | 2010   | 2009   |
| ----------------------- | --------------- | ------ | ------ | ------ | ------ | ------ |
| Aplicantes              | 55 780          | 54 323 | 51 364 | 45 027 | 44 845 | 41 986 |
| Admisiones              |                 | 20 183 | 16 092 | 14 805 | 13 447 | 15 273 |
| % Admitidos             |                 | 37,2   | 31,3   | 32,9   | 30,0   | 36,4   |
| Enrolled                |                 | 4671   | 4139   | 3970   | 3302   | 4223   |
| Promedio GPA            |                 | 3,61   | 3,61   | 3,62   | 3,63   | 3,47   |
| Promedio ACT            |                 | 24,1   | 23,7   | 23,7   | 23,6   | 22,3   |
| Promedio SAT Composite* |                 | 1106   | 1087   | 1083   | 1086   | 1039   |
| *(de 1600)              |                 |        |        |        |        |        |

La Universidad Estatal de San Diego es consistentemente uno de los más aplicados a las universidades en el sistema de la Universidad Estatal de California (solo superado por Long Beach), al recibir 75 558 solicitudes de pregrado (incluyendo la transferencia y la estudiante de primer año por primera vez) para el semestre de otoño 2013 y aceptado 25 980 para una tasa de ingreso de alrededor de 34,4% a lo largo de la universidad.
Para el otoño de 2014, SDSU rompió su récord anterior al recibir unas 78.000 solicitudes, la más alta de todos los tiempos, incluidas 55.719 solicitudes de primer año y 21.221 solicitudes de transferencia.
Para el otoño de 2013, SDSU recibió 20.309 solicitudes de admisión de transferencia (al tener 60 o más unidades) y aceptó 5181 para una tasa de ingreso de transferencia de 25,5%.
Desde 2008, SDSU se ha convertido en el campus más selectiva en el sistema de la Universidad Estatal de California, recibiendo más de 50.000 solicitantes con una tasa de ingreso mínimo histórico del 31,2% ese año, superando a Cal Poly San Luis Obispo (Cal Poly SLO) en el porcentaje aceptado. La falta de financiación estatal llevó a SDSU a tener la menor tasa de admisión en el sistema de la CSU en el otoño de 2010 (29,9%), superando a Cal Poly 32,5%. A partir del otoño de 2012, SDSU tiene la segunda tasa más baja de la admisión en el sistema CSU (31,3%), empatado con Cal Poly y justo detrás de CSU Long Beach (30,9%).
La puntuación promedio del SAT de SDSU fue la segunda más alta del CSU para el otoño de 2012, con 1087, detrás de Cal Poly de 1231 (de 1600, la sección de escritura no se considera). El promedio de calificaciones de secundaria promedio de estudiantes de nuevo ingreso para el otoño de 2012 fue el segundo más alto en el sistema de CSU, con el 3,61.

### Inscripción
| SDSU Datos Rápidos (2014)                             | SDSU Datos Rápidos (2014)                             |
| ----------------------------------------------------- | ----------------------------------------------------- |
| Solicitudes                                           | 54 323                                                |
| Rango de aceptación                                   | 37%                                                   |
| Primer Año de Estudiantes                             | 4671 (total) 3977 (CA), 508 out of state, 185 foreign |
| Admitidos High School GPA                             | 3,76                                                  |
| Admitidos SAT, ACT                                    | 1144, 25                                              |
| El tamaño de la clase de Estudiantes de Primer año    | 5482                                                  |
| Número de las locaciones de Estudios en el extranjero | 335                                                   |
| Número de Organizaciones griegas                      | 50+                                                   |
| Ofertas Académicas                                    | 160 majors, over 20 professional programs             |
| Índice de Facultad del estudiante universitario.      | 20:1                                                  |

La universidad alcanzó su inscripción máxima en 1987 con un alumnado de 35.945, lo que resultó que SDSU sea la universidad más grande en California y la 10.ª universidad más grande en los Estados Unidos. Debido al número arrollador de estudiantes y falta de instalaciones y carreras, el Consejo de la Universidad de Estado de California de Fideicomisarios votó para coronar la inscripción para SDSU en 33.000. Sin embargo, en 1993 inscripción se dejó caer a 26.800 (el más bajo desde 1973) debido a una crisis financiera. Sin embargo, la matrícula ha fluctuado a través de los años y se levantó de nuevo a casi 35.000 (superando la tapa) en 2008 Para el otoño del 2012 semestre, la universidad tenía una matrícula total de 31.597 alumnos. - aproximadamente 26.000 estudiantes de pregrado y 5.000 estudiantes de postgrado - por lo que es una de las mayores universidades de investigación en el estado de California.
En el otoño de 2013, la SDSU rompió la cifra récord de estudiantes de Doctorado (Ph.D., Au.D., Ed.D., Ed.S., DNP, etc) matriculados en su historia con 534 estudiantes. <Nombre de ref = Doctorado /> el estado de San Diego también tiene la mayor cantidad de Doctorado que buscan los estudiantes matriculados en todo el sistema de 23 campus de CSU

## Rankings y distinciones
De 2006 a 2010, SDSU fue clasificado como la N º 1 universidad de investigación más productiva entre las escuelas con 14 o menos Ph.D. programas basados en la Facultad Índice de productividad académica. La escuela ha superado ya el límite "pequeña investigación" añadiendo más Ph.D. programas siguientes 2010.
SDSU ha sido designada una "Universidad de Investigación" con alta actividad de investigación de la Fundación Carnegie. Desde el año 2000, los profesores de SDSU y el personal han atraído a más de $ 1.5 mil millones en becas y contratos de investigación y administración del programa.
De consiguiente, las noticias de EUA & Reporte Mundial clasifica a la Universidad Estatal de San Diego como una "Universidad Nacional" (# 165), mientras que los otros 22 campus en el CSU se clasifican como "Universidades Regionales." 
SDSU es la universidad más grande en términos de inscripción en el área metropolitana de San Diego. Uno de cada siete adultos en San Diego, que tiene un grado de la universidad asistieron a SDSU. En 2013, SDSU fue alabado por sus esfuerzos de campaña de dotación integrales, lo que elevó más de $ 400 millones de dólares de 2007 a 2013. El Consejo para el Avance y Apoyo a la Educación reconoció SDSU por su rendimiento general en los esfuerzos de recaudación de fondos.
SDSU está situado en el número 121 de los rankings de " US High School Counselor" entre todas las universidades de la nación.

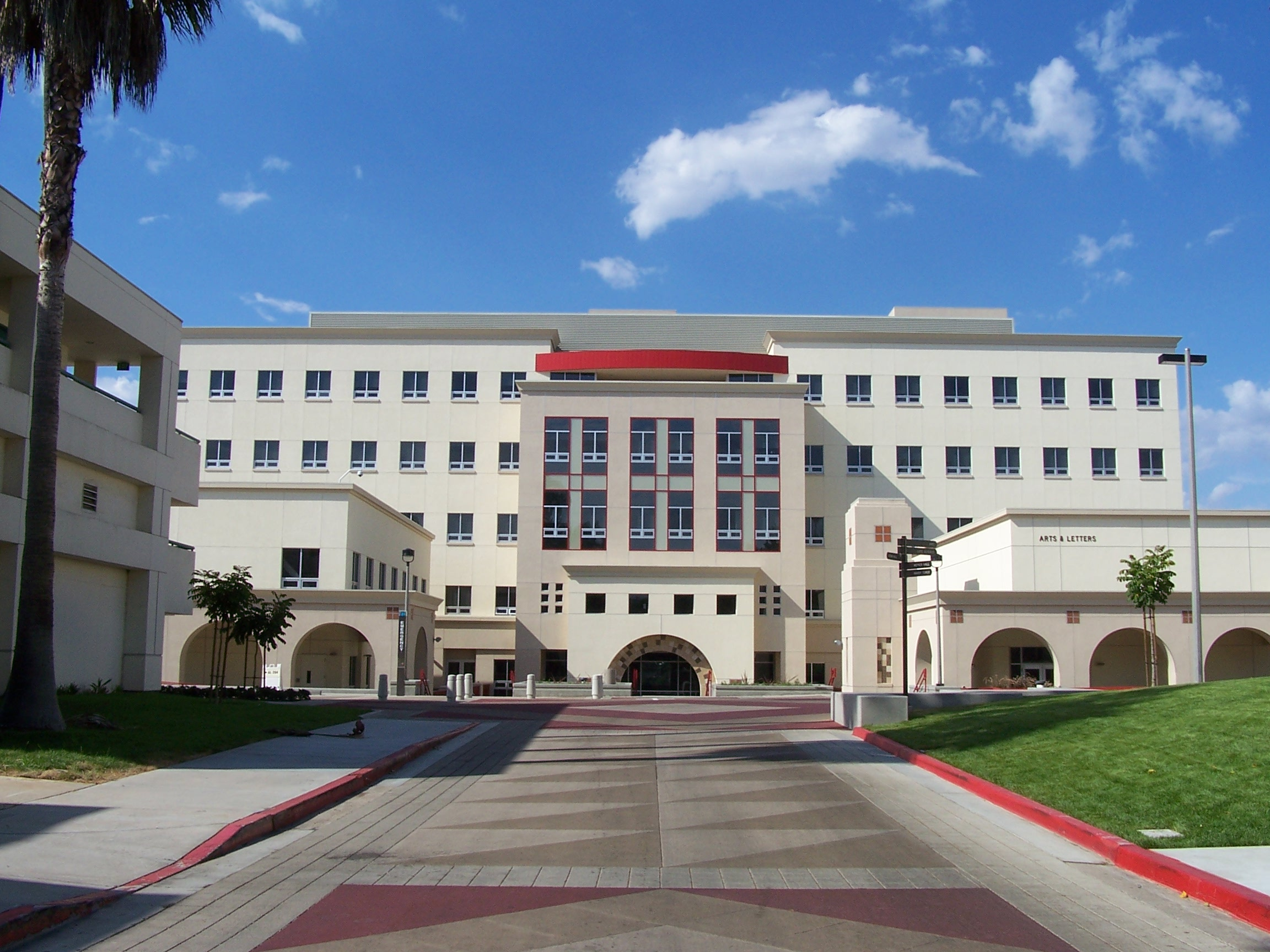
Edificio Arts & Letters

En cuanto a Graduate School Rankings, QS Global 200 Business Schools Report la escuela de negocios de SDSU ocupa el lugar 80.º en toda América del Norte.
SDSU es también un productor de los becados de E.U. de Fullbright, el programa de intercambio educativo internacional de “U.S government’s flagship”. SDSU ha tenido más de 40 estudiantes que han recibido las becas Fullbright desde 2005. La universidad se ubica en el N º 30 como las mejores universidades de la nación para los veteranos, según Military Times Edge. SDSU se encuentra entre las mejores universidades por la diversidad étnica y económica del campus de acuerdo con EE. UU. News & World Report "Mejores Universidades de 2012 de los Estados Unidos." Casi el 45% de todos los graduados de SDSU son los primeros en su familia en recibir un título universitario.
A nivel internacional, SDSU ofrece 335 programas de educación internacional en 52 países. Treinta y cuatro programas de SDSU ahora requieren experiencia internacional para la graduación. SDSU ocupa el N º 1 en California entre las universidades de su tipo en California, y N º 3 entre todas las universidades de California para los estudiantes que estudian en el extranjero como parte de su experiencia universitaria. SDSU también está en el número 22 entre las universidades a nivel nacional por el número de estudiantes que estudian en el extranjero. - Instituto de Educación Internacional. Desde 2000, cerca de 12 000 alumnos han estudiado en el extranjero: un incremento del 900 % en ese momento. Programa internacional de negocios de pregrado de SDSU está en el número 11 en la nación, de acuerdo con EE. UU. News & World Report "Mejores Universidades 2012 de Estados Unidos. " SDSU es el puesto número 5 en Gestión Deportiva ; N º 23 en el MBA / Maestría en Estudios Latínoamericanos ; y N ° 46 en el programa de MBA / Juris Doctor por Eduniversal de proyección internacional cada programa ' y reputación en 2011 . SDSU y la Universidad Autónoma de Baja California en México ofreció la primera doble titulación transnacional entre los Estados Unidos y México, en 1994, a través del programa de negocios Mexus / internacional. Programa de negocios internacionales de SDSU también lleva a cabo programas de doble titulación transnacionales con Brasil, Canadá, Chile y México. Centro de Recursos de Aprendizaje del Idioma de SDSU es uno de los nueve lugares seleccionados por el Departamento de Educación de EE. UU. para servir como un centro de recursos de idioma nacional.
SDSU ocupa el segundo puesto entre las universidades de su tipo en todo el país y la primera posición entre las de California para los estudiantes que estudian en el extranjero como parte de su experiencia universitaria.
SDSU es la sede del primer programa de MBA de Emprendimiento Global. Como parte del programa, los alumnos estudian en cuatro universidades en todo el mundo, incluyendo Estados Unidos, China, Oriente Medio y la India. Los socios corporativos incluyen Qualcomm, Invitrogen, Intel, Microsoft y KPMG. En 1970, SDSU fundó el primer programa de estudios de la mujer en el país.
Asistencia Médica Moderna clasificado como la escuela de SDSU n.º 2 de Graduados para ejecutivo de Médico en relación con su programa de Maestría en Salud Pública. SDSU es el puesto número 9 en las "mejores universidades de Estados Unidos para los empresarios" de la revista Fortune Small Business > SDSU ocupa el 15 º mejor de la nación para las mejores universidades para estudiantes de ingeniería, y el sexto mejor en California.
Los rankings de acuerdo con U.S. News & World Report: USNWR clasifica como la 86.ª Escuela de Negocios de SDSU en la nación. Además, su programa de MBA de media jornada ocupa el 93.º por U.S. News & World Report. SDSU está clasificada como la 65.º mejor en Escuela de Educación. Su Escuela de Ingeniería clasifica en 132.º en la nación. El programa de SDSU de Audiología y Patología del Habla y Lenguaje está clasificado en No 27 de SDSU y 25 mejores del país, respectivamente. Sus Ciencias Biológicas y Química programas ocupan el 92 º y el 140 º en la nación, respectivamente. SDSU alberga la vigésimo sexta mejor clínica de psicología y el quincuagésimo segundo mejor programa de Psicología en todo el país de acuerdo con la USNWR. Su programa de Bellas Artes ocupa el 72.º en la nación. Programas de Gestión Sanitaria de Enfermería y del Estado de San Diego clasificadas en el 127 º y 54 º respectivamente. Sus programas de asuntos públicos y de salud pública ocupan 73 ª y 30 ª, respectivamente. Su Consejería de Rehabilitación es el 9 º mejor de la nación. Por otra parte, el programa del Trabajo Social de SDSU clasifica 60.º mejor según USNWR. En lo que respecta a la educación de posgrado en línea, el programa de SDSU ocupa 103.ª en la nación en 2013.

## Organización y administración

### Escuelas y colegios
- College of Arts & Letters

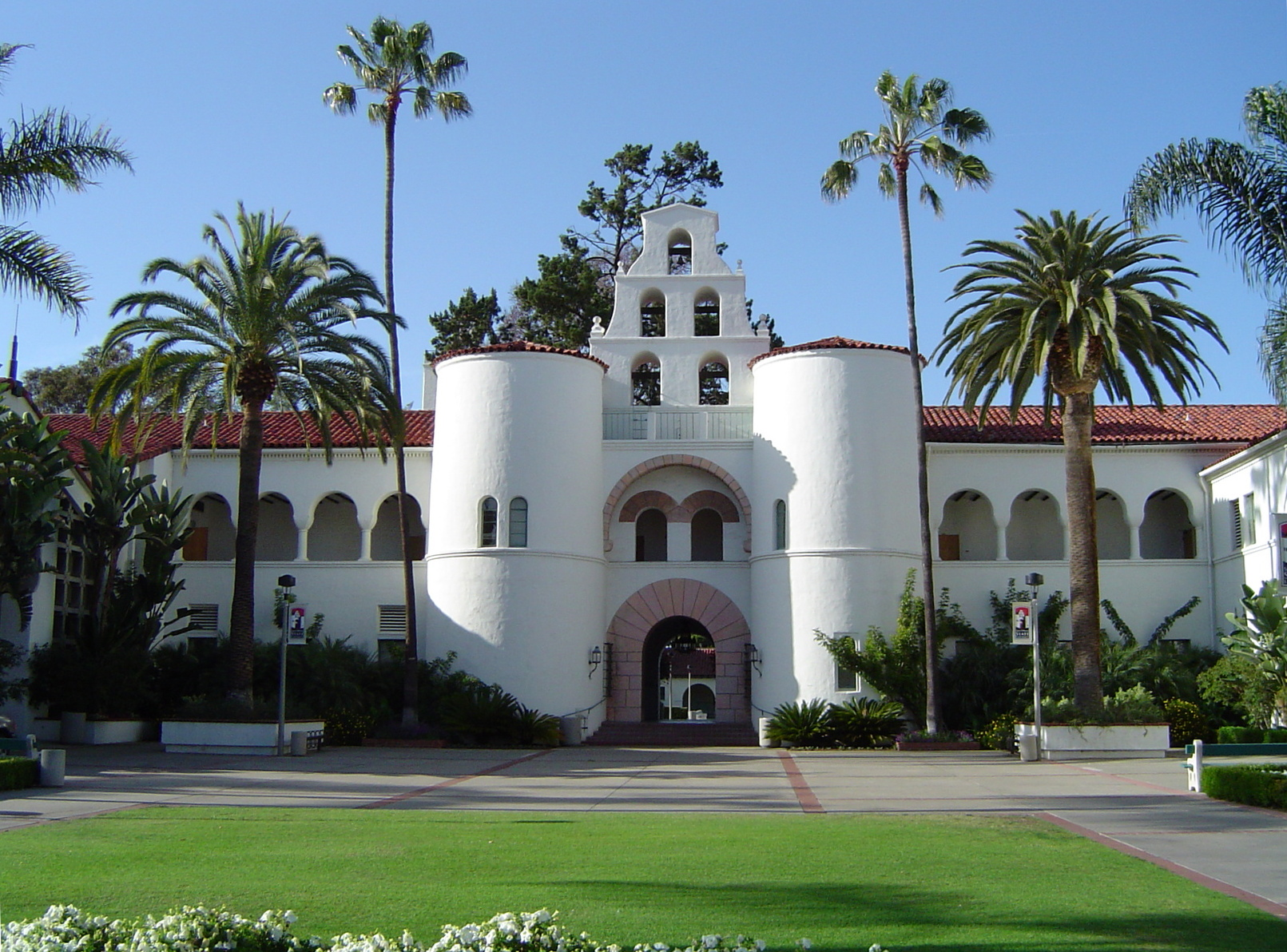
Un edificio emblemático, (Hepner Hall), que aparece en el logo de la escuela

- College of Business Administration
- College of Education
- College of Engineering
- College of Health & Human Services (including the Graduate School of Public Health)
- College of Sciences
- College of Professional Studies & Fine Arts
- College of Extended Studies (and American Language Institute)

SDSU tiene dos escuelas establecidas en la Universidad por legado permanente:
- L. Robert Payne School of Hospitality and Tourism Management
- Charles W. Lamden School of Accountancy Archivado el 25 de noviembre de 2012 en Wayback Machine.

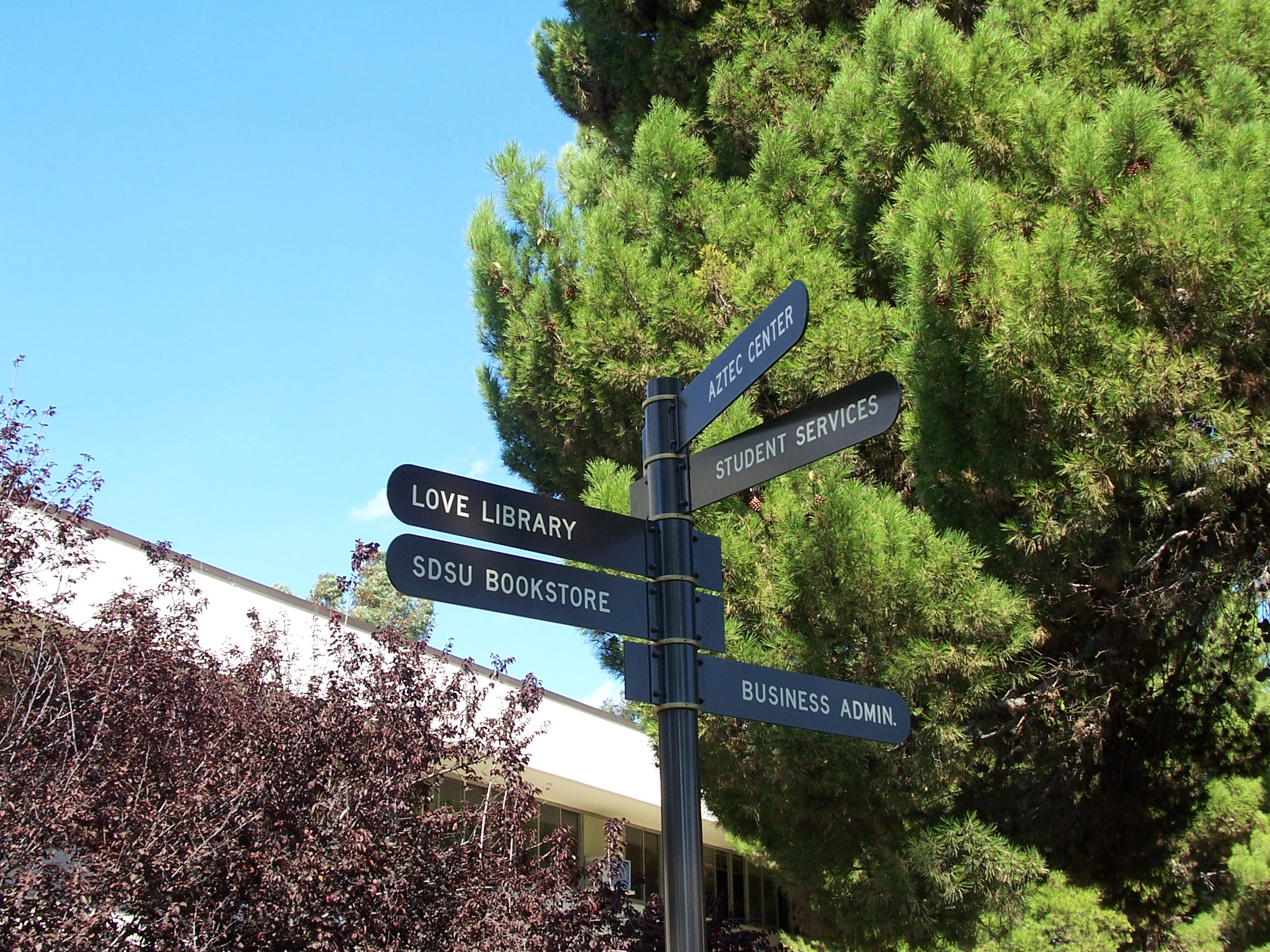
Señalización dentro del campus

Adicionalmente, SDSU tiene 10 escuelas especializadas:
- Escuela de Comunicación
- Escuela de Asuntos Públicos
- Escuela de Música y Danza
- Escuela de Ejercicio y Ciencias Nutricionales
- Escuela de Trabajo Social
- Escuela Graduada de Salud Pública
- Escuela de Periodismo y Estudios de los Medios
- Escuela de Enfermería
- Escuela de Habla, Lenguaje y Ciencias de la Audición
- Escuela de Teatro, Cine y Televisión

### Donación

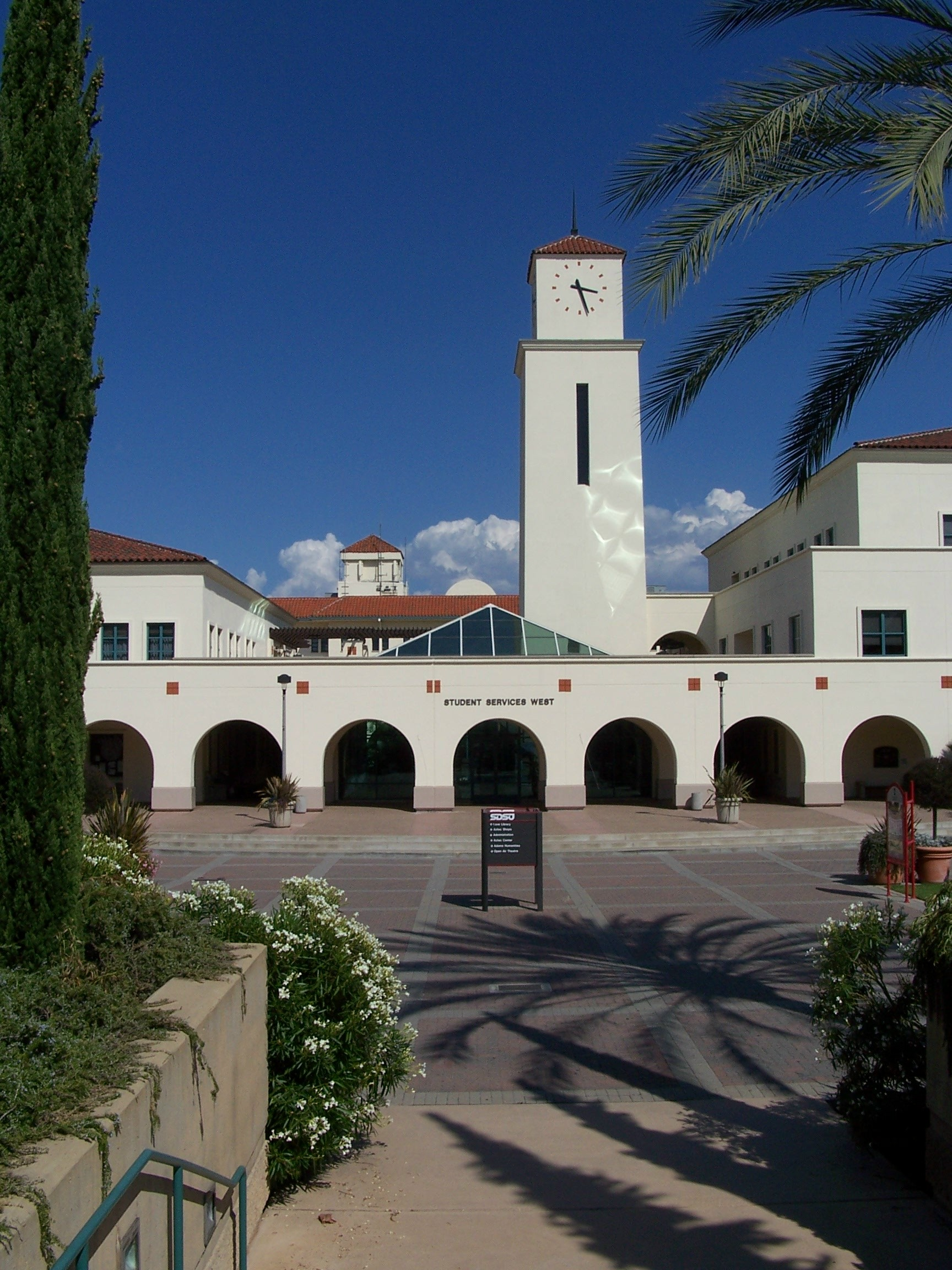
Edificio Student Services con su torre de reloj

Ver San Diego State University Research Foundation for additional information

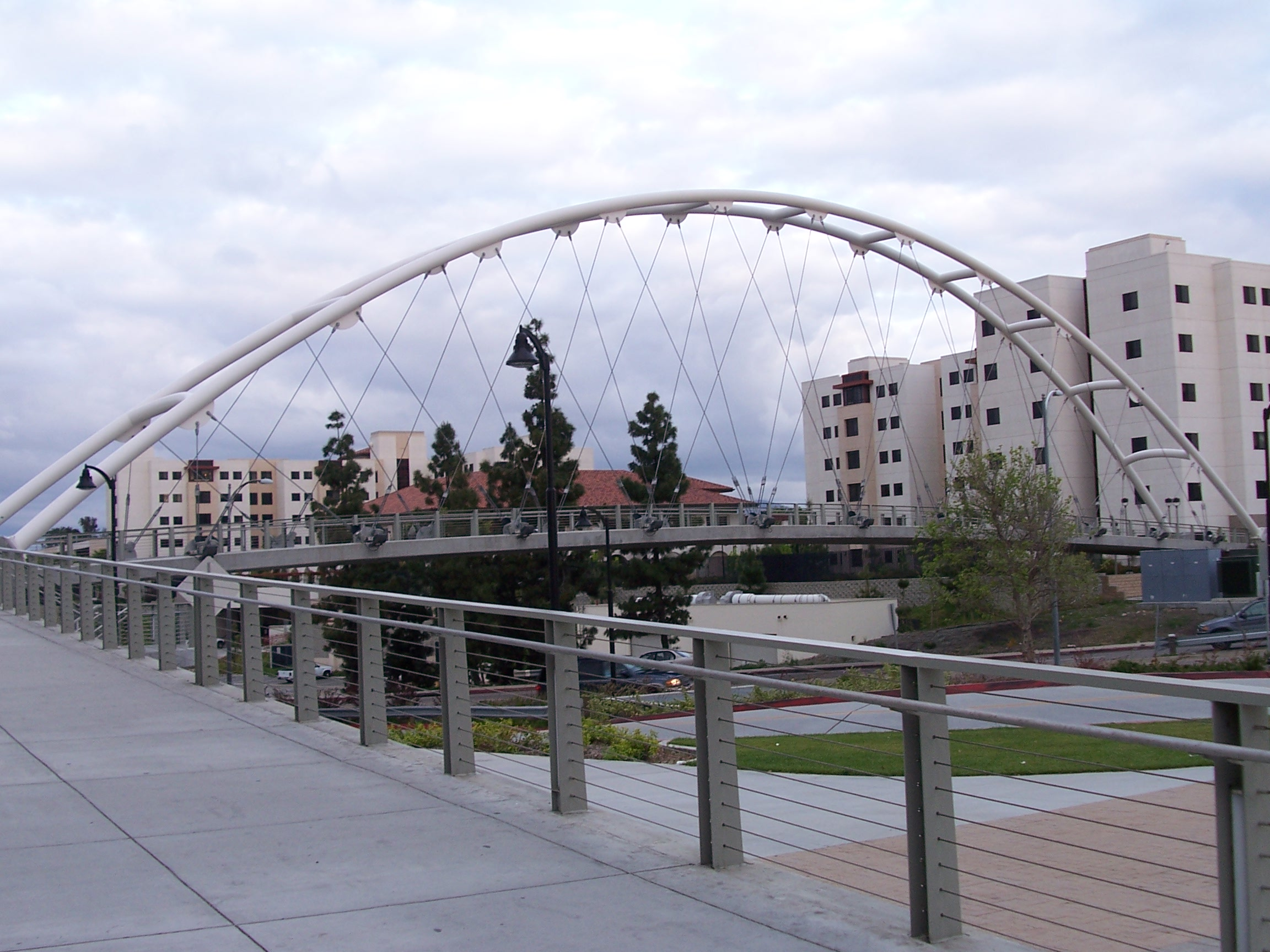
Pasarela peatonal que conecta varias residencias y el aparcamiento con el campus

La permanente donación financiera de la Universidad Estatal de San Diego (SDSU) está actualmente valorada en 136 millones de dólares estadounidenses (USD) a partir de finales del año académico de 2012.
El principal brazo filantrópico de la Universidad Estatal de San Diego es La Fundación Campanile, controlado por la Universidad Advancement división de la universidad. La Fundación de Investigación de la Universidad Estatal de San Diego, una corporación auxiliar poseída y controlada por la universidad, es el gerente y administrador de todos los fondos filantrópicos y la financiación externa para la universidad y sus bases afiliadas y auxiliares y corporaciones. Al 30 de junio de 2006 los activos permanentes de la Fundación SDSU Campanile ascendieron a 134 millones de dólares.
Para el año académico 2004-2005, SDSU recibió más de 157 millones de dólares en financiación externa de becas y contratos, así como un adicional de 57 millones de dólares en donaciones y donaciones caritativas. Para 2005-2006, SDSU recibió 152.000.000 dólares USD en becas y contratos de apoyo a la investigación. Esto es seguido por 47,7 millones de dólares en donaciones, regalos y otras donaciones caritativas.
Un auxiliar de La Fundación Campanile es el azteca Athletic Association, que plantea principalmente fondos para los estudiantes atletas en los programas de atletismo de la Universidad Estatal de San Diego (véase el análisis de Atletismo de abajo y en el SDSU Aztecs).
Además de su dotación permanente, la Universidad Estatal de San Diego recauda más de 55.000.000 de dólares al año (aproximadamente) en donaciones filantrópicas para apoyar sus asuntos de investigación y académicos.

## Medios de comunicación, periódicos y revistas

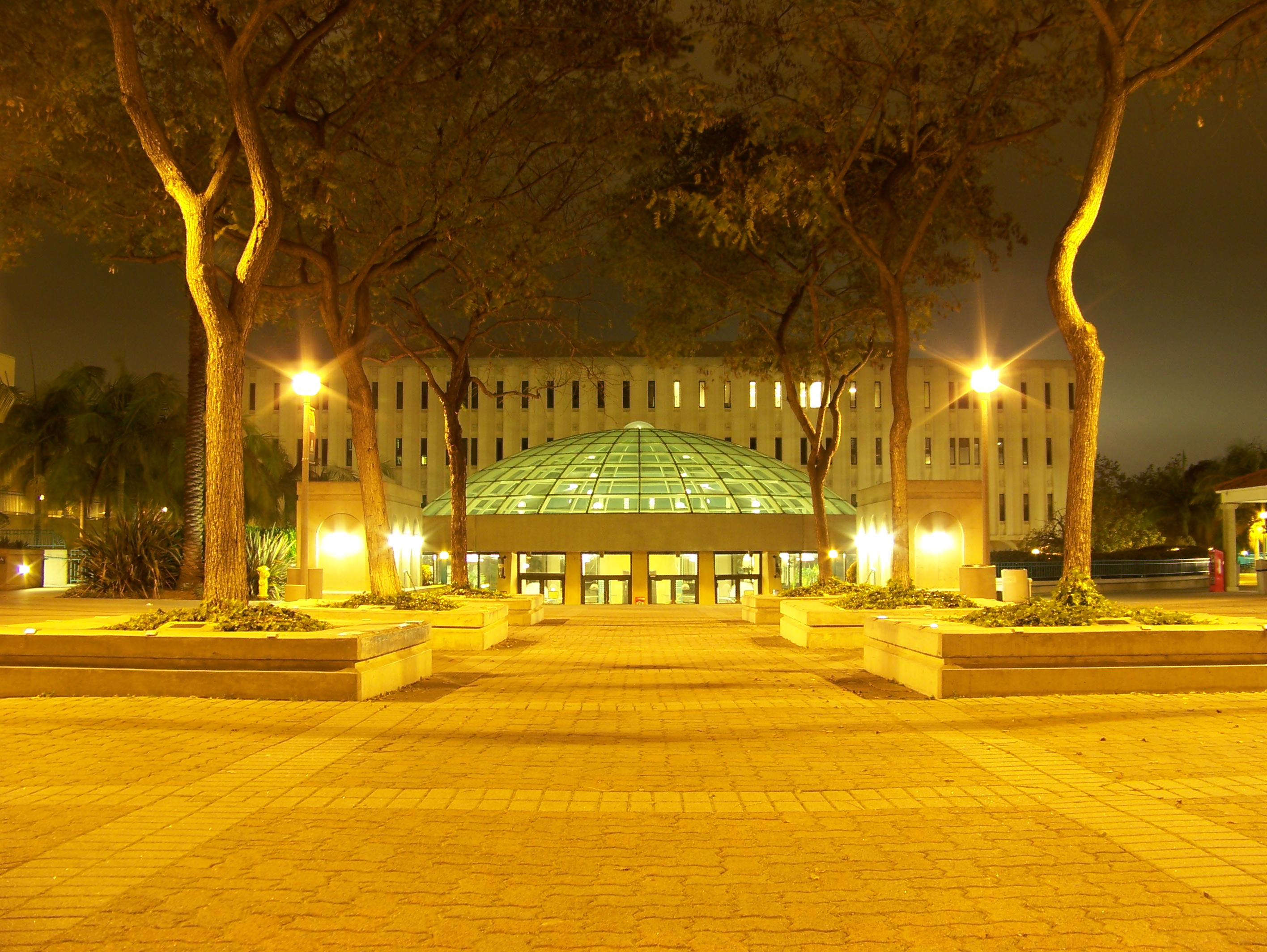
Entrada principal de la biblioteca Malcolm A. Love

Los estudiantes comenzaron a publicar The White and Gold  (El Blanco y Oro) en 1902, que era una revista literaria y periódico. En 1913, se estableció un nuevo periódico titulado Normal News Weekly. El periódico de la escuela Paper Lantern ( Normal News Weekly fue renombrado después de la adición de la colegio) se convirtió en The Aztec en septiembre de 1925. Más tarde se amplió a su nombre actual, The Daily Aztec.El anuario de la escuela fue nombrada Del Sudoeste a principios de 1920.
El Koala, un periódico de la comedia que es ampliamente conocido en toda el área de San Diego State, también se distribuye mensualmente en el campus, pero no está conectado directamente a la escuela en el momento.
Publicaciones y medios de SDSU
- San Diego State University Press

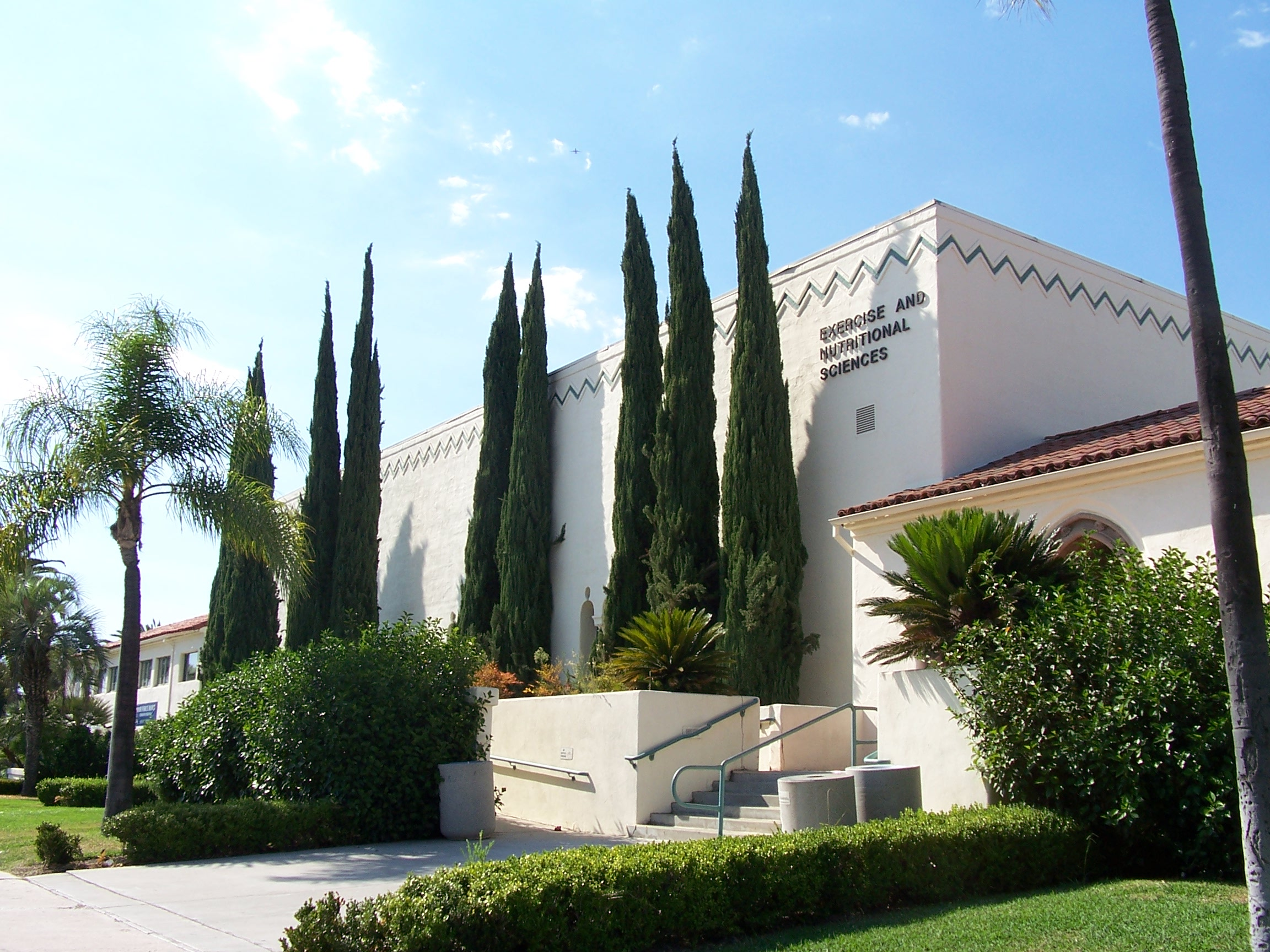
Exercise and Nutritional Sciences building houses, una de las salas de lectura más grandes (ENS 280) con 500 puestos

  - La prensa universitaria más antigua del sistema de la Universidad Estatal de California, con especialidades señaladas en Estudios Fronterizos, la Teoría Crítica, Estudios Latínoamericanos y Estudios Culturales.
- Hyperbole Books
  - Hyperbole Books
- KCR (SDSU) College Radio
  - Student-run broadcast radio station for the SDSU community
  - "The Sound of State"
- KPBS Public Broadcasting TV/FM
  - Televisión, televisión digital, y FM radio para la comunidad de San Diego
  - Official site of KPBS
  - Un afiliado de la red de servicio de radiodifusión público (PBS)
  - "Un servicio de radiodifusión de la Universidad Estatal de San Diego"
- Revista 360
  - Los exalumnos trimestrales de SDSU y revista de la comunidad de San Diego

Periódicos oficiales del campus de SDSU
- SDSU NewsCenter[99]
  - Noticias e información para la comunidad de SDSU
- The Daily Aztec – El mayor periódico universitario diario en California, publicando diariamente desde 1960.

## Cuerpo estudiantil y la "vida griega"
|                      | Porcentaje |
| -------------------- | ---------- |
| Afroamericano        | 3,8%       |
| Asiático americano   | 14,3%      |
| Blanco nortemericano | 36,6%      |
| Hispanoamericanos    | 29,4%      |
| Indio americano      | 0,2%       |
| Internacional        | 4,7%       |
| Múltiples etnias     | 6,0%       |
| Otra/No establecida  | 5,0%       |

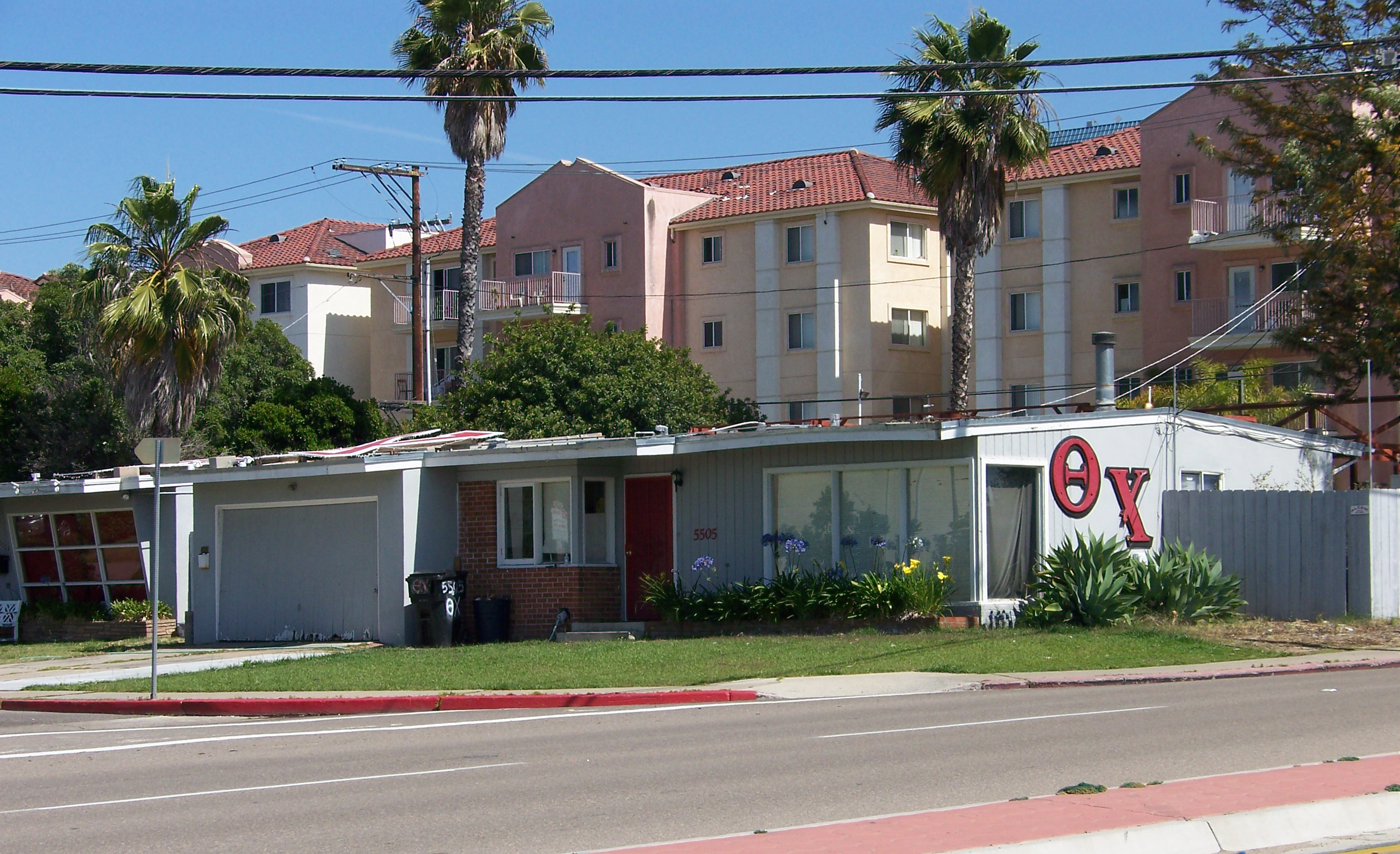
Antigua casa de la fraternidad Theta Chi en la Fraternity Row

La universidad actualmente reconoce 19 fraternidades sociales, 17 hermandades y 16 fraternidades de empresas / profesionales / servicios para un total de 52 organizaciones griegas en el campus.
El 27 de abril de 1974, la Sociedad Phi Beta Kappa estableció un capítulo SDSU. Fue el primero en el sistema de CSU, así como del área de San Diego. Otras sociedades de honor nacionales multidisciplinarios incluyen Phi Kappa Phi, Birrete, Llave de Oro, y Phi Eta Sigma.
La primera fraternidad en el campus fue el capítulo de Delta, Epsilon Eta, que se formó el 25 de octubre de 1921. Para finales de la década había otras seis fraternidades y ocho hermandades de mujeres. Las fraternidades y hermandades eran todas locales, y no alcanzaron el estado nacional hasta después de la Segunda Guerra Mundial. En 1925, con el fin de animar a los grados superiores, la Fraternidad Inter Consejo y el Inter-Sorority Consejo publicaron las leyes promedio de los miembros de las fraternidades y de las hermandades. En una escala de 3.0, el promedio GPA (promedio de notas) para todos los estudiantes fue de 1,49, para las fraternidades era 1.35 y hermandades fue de 1,47. A mediados de la década de 1930 había ocho fraternidades y once hermandades, y más tarde se amplió a quince fraternidades y doce hermandades en los años 40. La primera fraternidad en volverse nacional fue Theta Chi y la primera hermandad fue Alfa XI Delta.
Durante la década de 1960 y principios de 1970, la población griega se había reducido a 699, pero poco a poco comenzó a aumentar en la década de 1980, llegando a 2900 en 1988. Hubo 20 fraternidades y 13 hermandades oficialmente afiliadas al Consejo de la Fraternidad el Inter y el Consejo Panhelénico, así como seis fraternidades / hermandades independientes. Esto hizo que fuera uno de los sistemas más grandes de la fraternidades y hermandades en el oeste de los EE. UU. El 6 de abril de 1978, Gamma Phi Beta hermandad contrató un avión para tirar malvaviscos en casas de fraternidades durante Derby Week, pero el avión se estrelló cerca de Peterson Gym, hiriendo a cuatro estudiantes a bordo. En 1983, un artículo de USA Today informó que los GPA de los griegos de SDSU estaban por debajo de la media del campus, por lo que SDSU endureció las restricciones y supervisiones y para 1989 sus calificaciones se había incrementado ligeramente por encima de la media de la Universidad. Entre 1989 a 1991, ocurrieron varios disturbios entre las fraternidades, incluyendo a 3500 personas, y otro que requierió 34 agentes de la policía para acabar con ella. En la Operación Sudden Fall de 2008 en la redada de drogas resultó en la suspensión de varias fraternidades, así como la detención de varios miembros de la fraternidad. Actualmente hay más de 50 fraternidades y hermandades de mujeres sociales, incluidas las organizaciones generales, profesionales y basados en la cultura, representados por cinco consejos de gobierno.

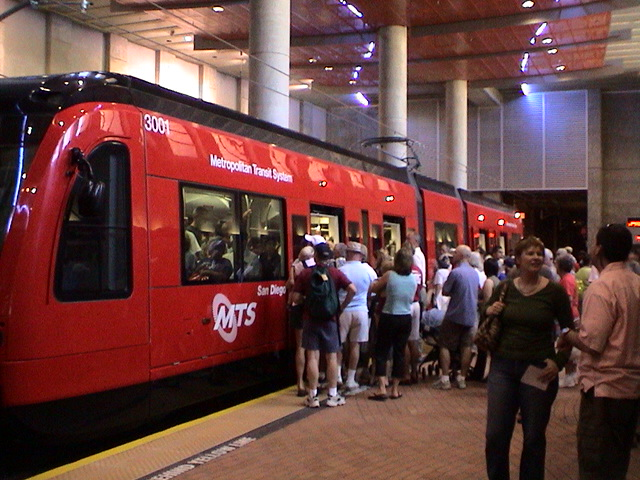
Estación de tren subterráneo en el campus de la SDSU

Las hermandades panhelénicas en el campus incluyen Ji alfa Omega, Alpha Epsilon Phi, Alpha Phi, Alfa Gamma Delta, Delta Gamma, Delta Zeta , Gamma Phi Beta, Kappa Delta y Pi Beta Phi.
El consejo IFC incluye a: Alpha Epsilon Pi, Delta Upsilon, Phi Delta Theta, Phi Gamma Delta, Phi Kappa Psi, Phi Kappa Theta, Kappa Alpha Order, Sigma Alpha Epsilon, Sigma Phi Epsilon, and Zeta Beta Tau.
el consejo USFC incluye a : Alpha Phi Gamma Sorority, Alpha Pi Sigma Sorority, Alpha Psi Rho Fraternity, Beta Gamma Nu, Delta Lambda Phi Fraternity, Delta Sigma Psi Sorority, Gamma Phi Epsilon Fraternity, Gamma Rho Lambda, Gamma Zeta Alpha Fraternity, Lambda Sigma Gamma Sorority, Lambda Theta Alpha, Nu Alpha Kappa Fraternity, Sigma Alpha Zeta Sorority, Sigma Lambda Beta Fraternity, Sigma Lambda Gamma Sorority, Sigma Phi Omega Sorority, Sigma Theta Psi Sorority and Upsilon Kappa Delta Sorority.
El consejo NPHC incluye a: Kappa Alpha Psi, Inc., Phi Beta Sigma Fraternity, Inc., and Delta Sigma Theta Sorority, Inc.
El Consejo de Fraternidad Profesional (CFP) incluye Alpha Kappa Psi, Alpha Phi Omega, Delta Sigma Pi and Phi Alpha Delta.

### Campus LGBT
SDSU es reconocido como uno de los más amistosos campus con gais, bisexuales, lesbianas-transexuales en todos los EE. UU. La universidad alcanza este reconocimiento a través de su semana de bienvenida a la recepción de LGBT, la formación aliada zona segura, barbacoas Big Gay, participando en Aids Walk de San Diego y el orgullo de San Diego, sede de una feria colegial de LGBT y varias series de conferencias sobre el tema . La universidad es una de las pocas escuelas en California, que es la sede de la fraternidad social, gay, Delta Lambda Phi. Además, SDSU es una de solo dos universidades en todos los EE. UU. para ofrecer una especialización en estudios LGBT, mientras que también ofrece una asignatura secundaria en la disciplina. En 2014, SDSU abrió su primer Pride Center en el antiguo anexo de Organización de Estudiantes, con la misión de brindar los recursos y contribuir con el desarrollo de las necesidades y desafíos únicos de los estudiantes LGBT.

## Extracurriculares
La ciudad universitaria tiene instalaciones para béisbol, baloncesto, fútbol americano, fútbol soccer, golf, tenis, softball y natación. Participa en División I de NCAA, y los colores son escarlata y negro. Los equipos se llaman las "Aztecas", y la mascota se llama Monty Montezuma.

### Deportes
El primer deporte importante en el campus era el remo, pero en un principio no tenía entrenadores ni torneos. Otros deportes que se desarrollaron a principios de la historia del campus eran tenis, baloncesto, golf, croquet, y el béisbol. El programa de fútbol de la escuela tenía una selección tan limitado de jugadores que el profesorado tenía que ser utilizado para rellenar la lista. Cuando la universidad se fusionó con el colegio en 1921, SDSU se convirtió en miembro de la liga Junior College. Después de que la escuela ganó la mayoría de los títulos de la conferencia en una variedad de deportes, la liga pidió que SDSU dejar de ser justos con las escuelas más pequeñas. Por su programa de fútbol, el equipo superó a sus oponentes 249-52 en diez partidos, lo que resulta en las primeras ventas de boletos de temporada en 1923. De 1925 a 1926, SDSU jugó como independiente. Luego se unió a la Liga del Sur de California. En 1926, donde no ganó un campeonato de la conferencia de fútbol hasta 1936. Sin embargo, en otros deportes como el tenis y el baloncesto, sobresalió. SDSU permaneció con la conferencia hasta 1939, cuando se unió a la Asociación Atlética Colegial de California.
El equipo de baloncesto llegó y ganó varios campeonatos de juegos durante 1930 y 1940, que incluye un título de la liga en 1931, 1934, 1937, y 1939. Alcanzó el campeonato nacional en 1939 y 1940, perdiendo en las rondas finales. Sin embargo, en 1941 SDSU regresó y ganó el primer título nacional de la universidad. En pista, el equipo ganó títulos de la conferencia en 1935, 1936, 1937, 1938, y 1939. El equipo de fútbol ganó títulos de la conferencia en 1936 y 1937, y el equipo de béisbol ganó tres títulos de liga y se colocó en segundo en tres ocasiones entre 1935 a 1941.
En 1955, el Club Azteca fue establecido y recaudó 20.000$ al año para 1957. El club trabajó en el aumento de becas deportivas, la contratación de mejores entrenadores, y el desarrollo de programas deportivos intercolegiales de la universidad. En 1956, los estudiantes aprobados a través de un voto de permitir una tasa de actividad del estudiante obligatoria, con una porción yéndose al atletismo. A finales de la década, el presupuesto se duplicó a 40.000 $. El programa deportivo más exitoso del plantel durante la década de 1950 era de Cross-country como el equipo ganó ocho títulos de liga consecutivos, UCA títulos regionales, y se colocó alto en las competiciones nacionales. El baloncesto varió de pasada la liga a la liga múltiple, regional, y las apariciones nacionales. El programa de fútbol tuvo su primer equipo invicto en 1951, pero en la última parte de la década obtuvo los peores registros en el programa de fútbol de la escuela, bajo la dirección del entrenador en jefe Paul Governali.

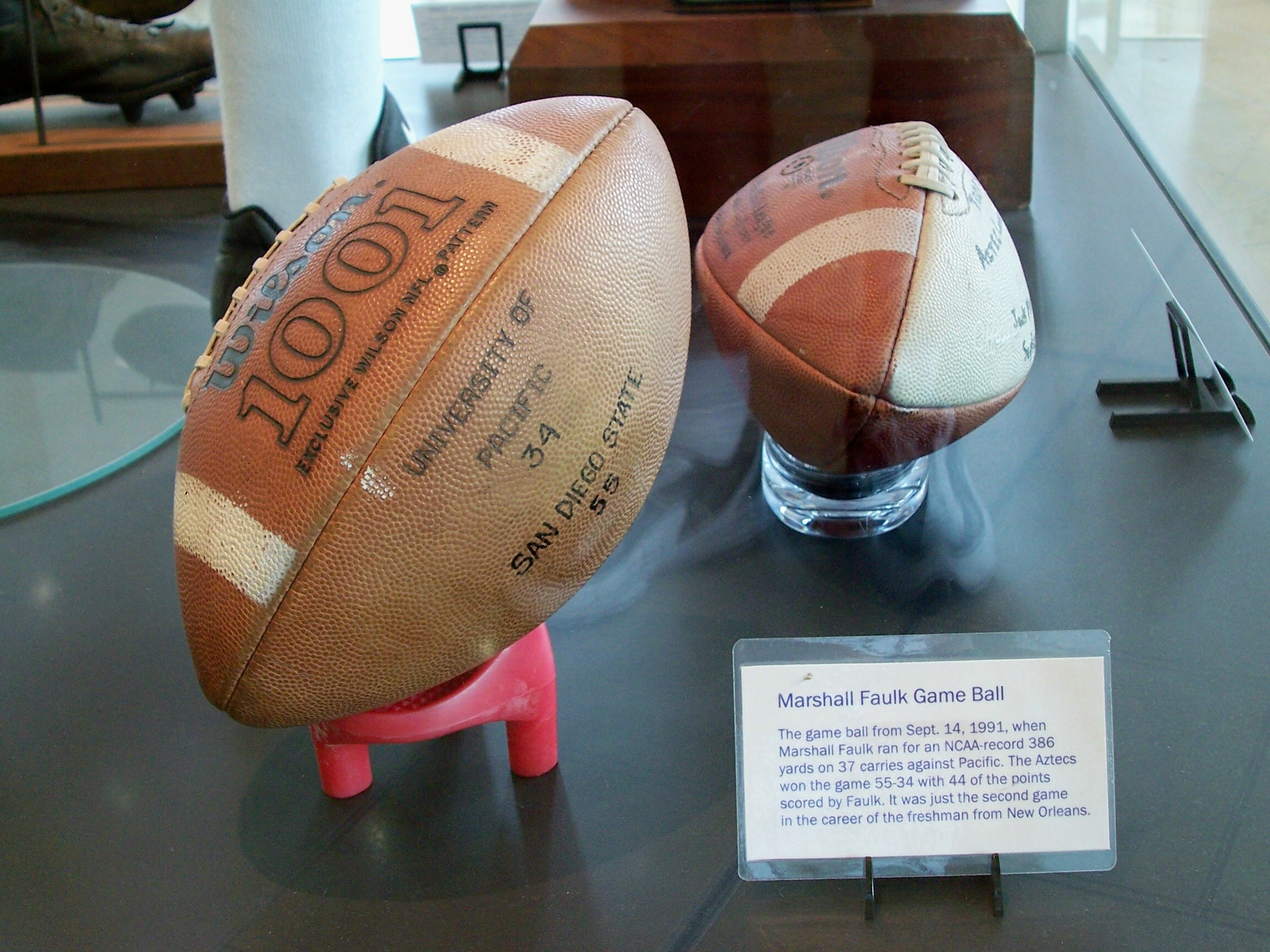
Marshall Faulk's game ball from the September 14, 1991 game when he ran for a NCAA-record 386 yd and scored 44 points

Bajo Governali, el programa de fútbol de la escuela sufrió, debido a la política de Governali de no reclutar nuevos jugadores. Para mejorar el programa, Love contrató Don Coryell en 1961, lo que ayudó a que el programa ganara tres campeonatos consecutivos (1966-1968), y terminó con un récord de 104 victorias, 19 derrotas y 2 empates en el momento en que dejó SDSU. Coryell fue asistido por John Madden, Joe Gibbs y Vara Dowhower, entre otros. En el primer año de Coryell, la asistencia a los partidos en casa tenía un promedio de 8000 personas, pero para 1966 se había duplicado a 16.000. Esta, más tarde, saltó a 26.000-41.000 por juego con la adición del nuevo estadio de San Diego. En algunos juegos, la asistencia fue mayor que en los juegos de San Diego Chargers. Hubo varias temporadas invictas y varios jugadores batieron récords por mayoría de las capturas, touchdowns y yardas por aire, entre otros. En 1969, SDSU se mudó a NCAA División 1, dejando a la California Collegiate Athletic Association. En 1972, Coyrell se retiró para perseguir ser entrenador en la NFL.
Baloncesto también le fue bien, con el equipo de 1967-68 al ser clasificado el equipo número uno a nivel universitario en el país, a pesar de que no ganó un título nacional. Los aztecas también ganaron el título de béisbol CCAA de 1960, y ganaron varios campeonatos nacionales en toda la década de 1960 en la pista, campo traviesa, y la natación.
Para 1970-1971, el campus tenía 14 deportes de la NCAA. El Equipo de voleibol de hombres de 1973 ganó el campeonato nacional de la NCAA que fue el primer título nacional de la NCAA desde que se mudó a la condición de la División.
SDSU compite en NCAA División I FBS. Su liga principal es la liga Mountain West; el equipo de Waterpolo de mujeres participa en el Federación de Deportes de Montaña del Pacífico y su equipo de fútbol de hombres participa como miembro asociado de la Pacific-12 Conference (el " Pac-12 "liga). El equipo de hockey sobre hielo compite en el ACHA con otros equipos de la región occidental del club (www.sdsuhockey.com). Campeonato de regata del equipo de la tripulación se encuentra en la WIRA (Asociación Internacional de Remo occidental). Los colores de la universidad son escarlata (rojo) y negro, los equipos atléticos de SDSU se apodan "aztecas", y su actual mascota es la Aztec Warrior, referido históricamente como "Monty - Montezuma". Los ingresos de Atletismo han estado bajos recientemente.

#### Fútbol Americano
El equipo de fútbol juega en Qualcomm Stadium (anteriormente conocido como Jack Murphy Stadium).

#### Basketball

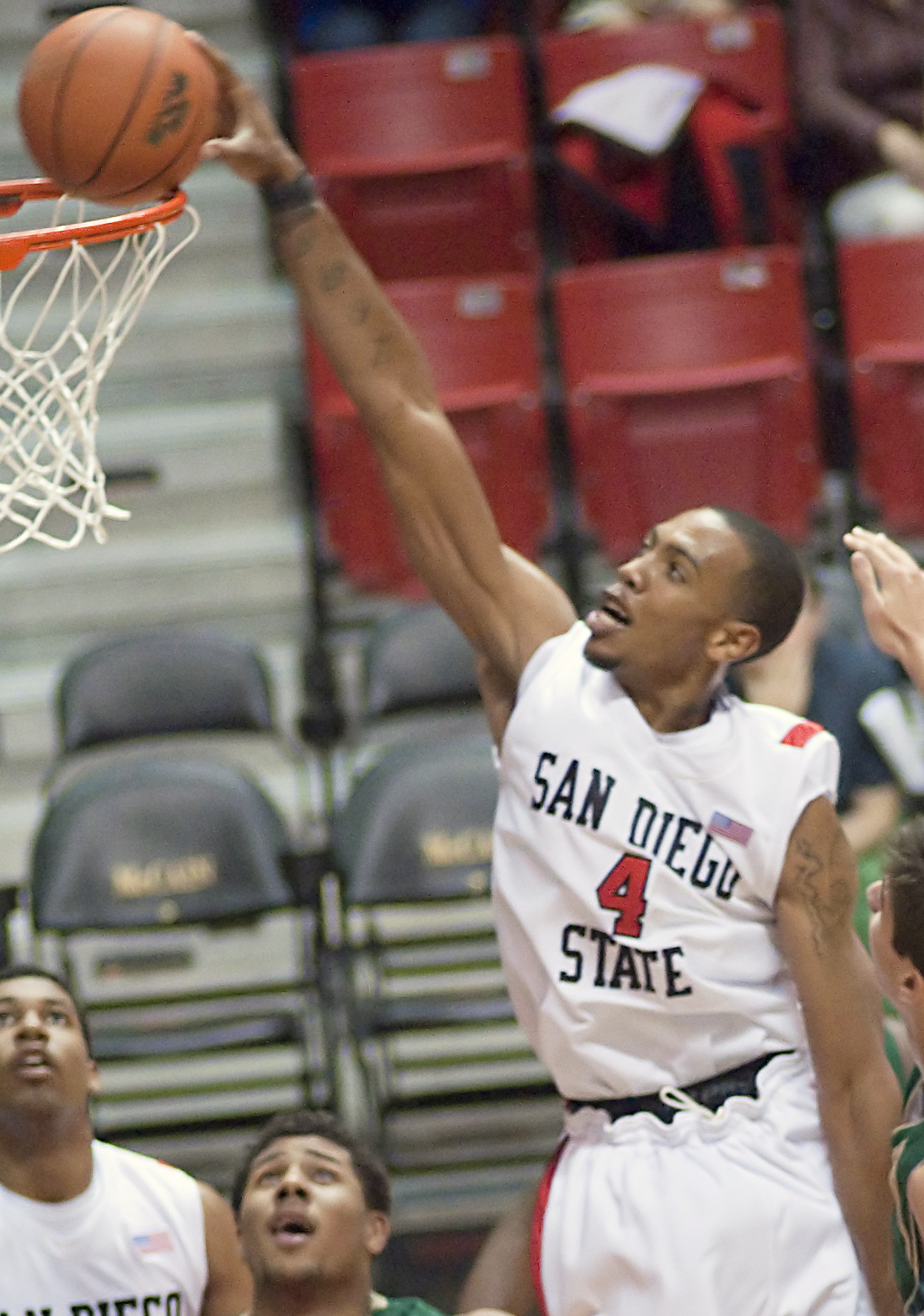
Malcolm Thomas

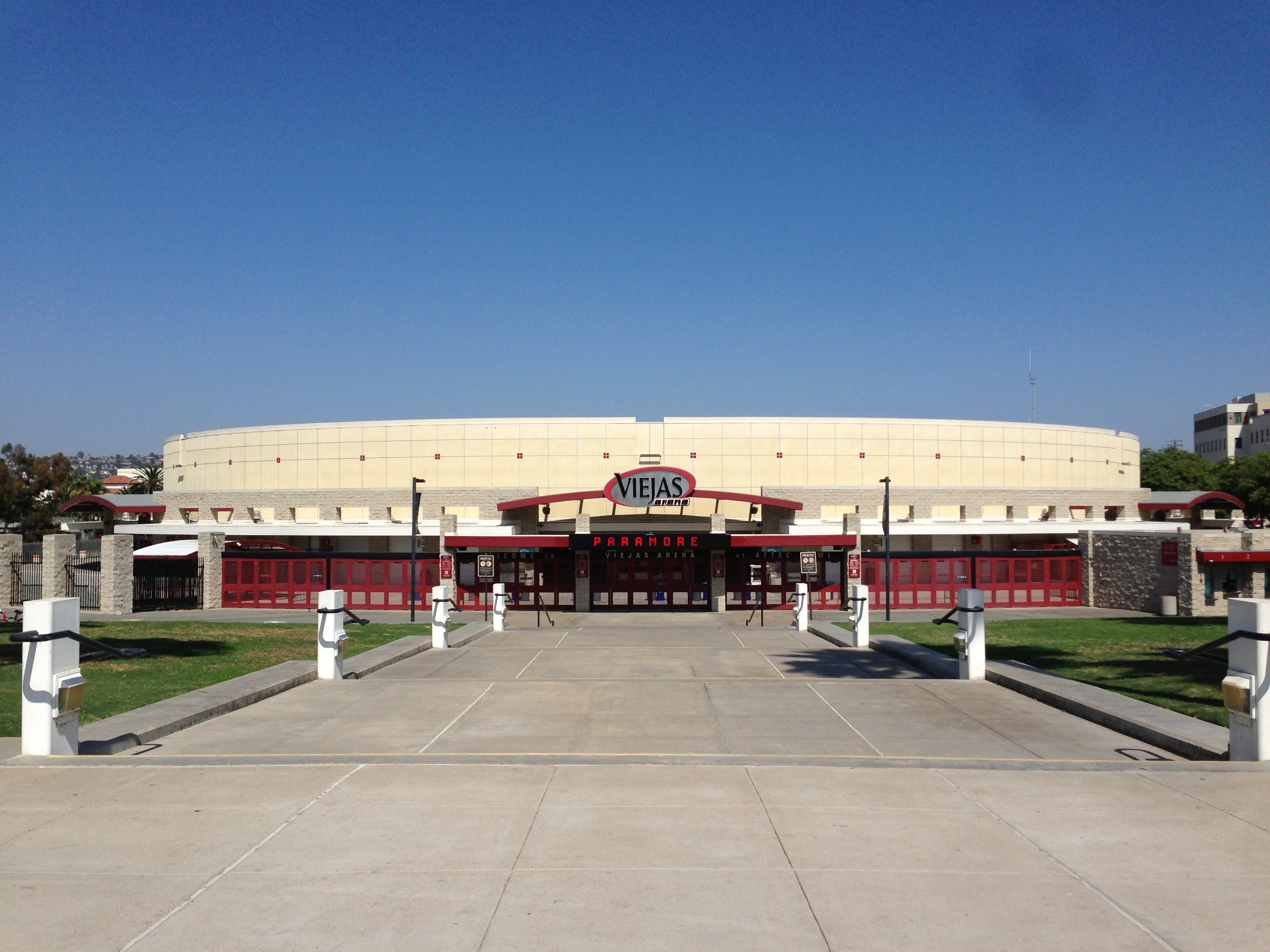
Viejas Arena es usado para los partidos de baloncesto de los Aztec, discursos, reuniones y conciertos

El equipo de baloncesto juega en las Viejas Arena en el campus de SDSU.

#### Baseball
El equipo de béisbol juega en Tony Gwynn Estadio en el campus de SDSU, el nombre de la pelota de béisbol SDSU y el jugador de baloncesto y actual entrenador en jefe, Tony Gwynn.

#### Voleibol
Equipo de voleibol de las mujeres juega en Peterson Gym en el campus de SDSU. El equipo de voleibol masculino ganó el Campeonato de la NCAA en 1973, pero el equipo ha sido desde entonces disuelto.

#### Fútbol
Both the men's and women's teams both play at the Sports Deck on the SDSU campus. The women compete in the Mountain West Conference while the men compete in the Pacific-12 Conference.

#### Hockey de hielo
El equipo de hockey sobre hielo de la SDSU participa en la División 2 de los hombres de ACHA. Avanzaronl al último partido del Campeonato Nacional en 2008 por la División 3 ACHA Hombres y perdieron 7-3 con California University of Pennsylvania.

#### Fórmula SAE
Racing Azteca - Sociedad Fórmula de Ingenieros Automovilísticos de San Diego State - construye una pequeña carrera estilo Fórmula 1 cada año a partir de cero. estudiantes de ingeniería de SDSU diseñan, construyen y compiten con el coche contra cientos de otras escuelas de todo el mundo. Los estudiantes de negocios de SDSU ayudan a administrar, financiar y promover el equipo, así como la búsqueda de oportunidades de patrocinio.

## Tradiciones

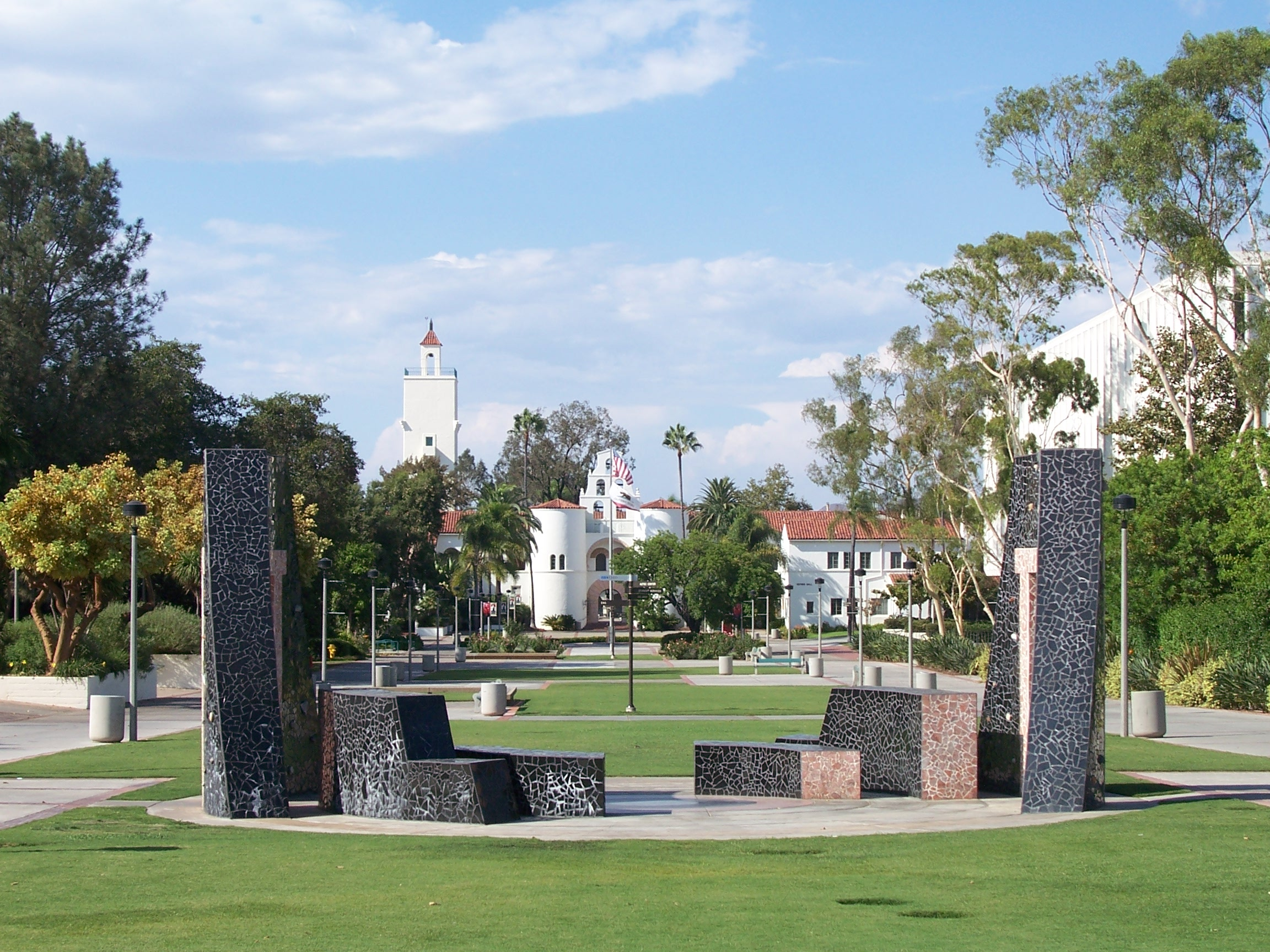
Courtyard looking towards Hepner Hall

- Los San Diego State Aztecs Marching y Pep y Bandas Varsity se ven a menudo en muchos eventos deportivos como el fútbol, baloncesto e incluso voleibol.

- El (SDSU) campus de la Universidad Estatal de San Diego es conocido como "Montezuma Mesa", ya que la universidad está situado en una mesa con vistas a Mission Valley y se encuentra en la intersección de Montezuma road y College Avenue.

- Undie Run a través del campus que tiene lugar durante la semana de exámenes finales de cada semestre.

### La "S"
La "S" fue creado por el Consejo de los Doce y apoyado inicialmente por el presidente Hardy. El 27 de febrero de 1931, permitió que 500 estudiantes pintaran rocas, formando una "S" de 122 m en la Montaña Cowles. La gigante S era iluminada por la noche durante el primer partido de fútbol de la temporada (por parte de estudiantes de primer año para construir el espíritu de la escuela), junto con reuniones de ánimo, y ha sido repintado a lo largo de su historia. En su momento, fue el más largo símbolo universitario en el mundo. Durante la Segunda Guerra Mundial, la S se camufló para evitar convertirse en un punto de referencia para el bombardeo enemigo. Fue regresado a su estado normal en abril de 1944. En los 1970s los estudiantes detuvieron la pintada y con cepillos se obstruyó el símbolo. Luego de un fuego de arbustos, en 1988, se expuso, y los estudiantes lo repintaron. En el otoño de 1997, 100 voluntarios subieron a Cowles Mountain después del anochecer para conmemorar el centenario de la escuela mediante el uso de linternas para esbozar una vez más la "S". En 1990, una broma de la escuela media desfiguró la "S" para leerla como "91", en honor de su clase de graduación.

### Colores de la Escuela y Mascota
Sus colores iniciales eran blanco y oro. Al agregar los juniores en 1921, sus colores azul y oro, resultando azul, oro, y blanco. Más tarde se agregó púrpura, hasta que fue reemplazado por el carmesí y negro el 28 de enero de 1928.
Los apodos anteriores de la escuela de su mascota incluyen "Normalites", "Professors" y "Wampus Cats ". Sin embargo, un comité de 1924 se reunió para tratar el tema, y se decidió por el nombre de "Aztecas". En 2003, el guerrero azteca fue aprobada por el voto de los estudiantes y exalumnos a convertirse en la mascota oficial de la universidad después de que la anterior mascota de la escuela, Monty Moctezuma fue descontinuado.

## Eventos notables y cultura popular
Televisión y cine

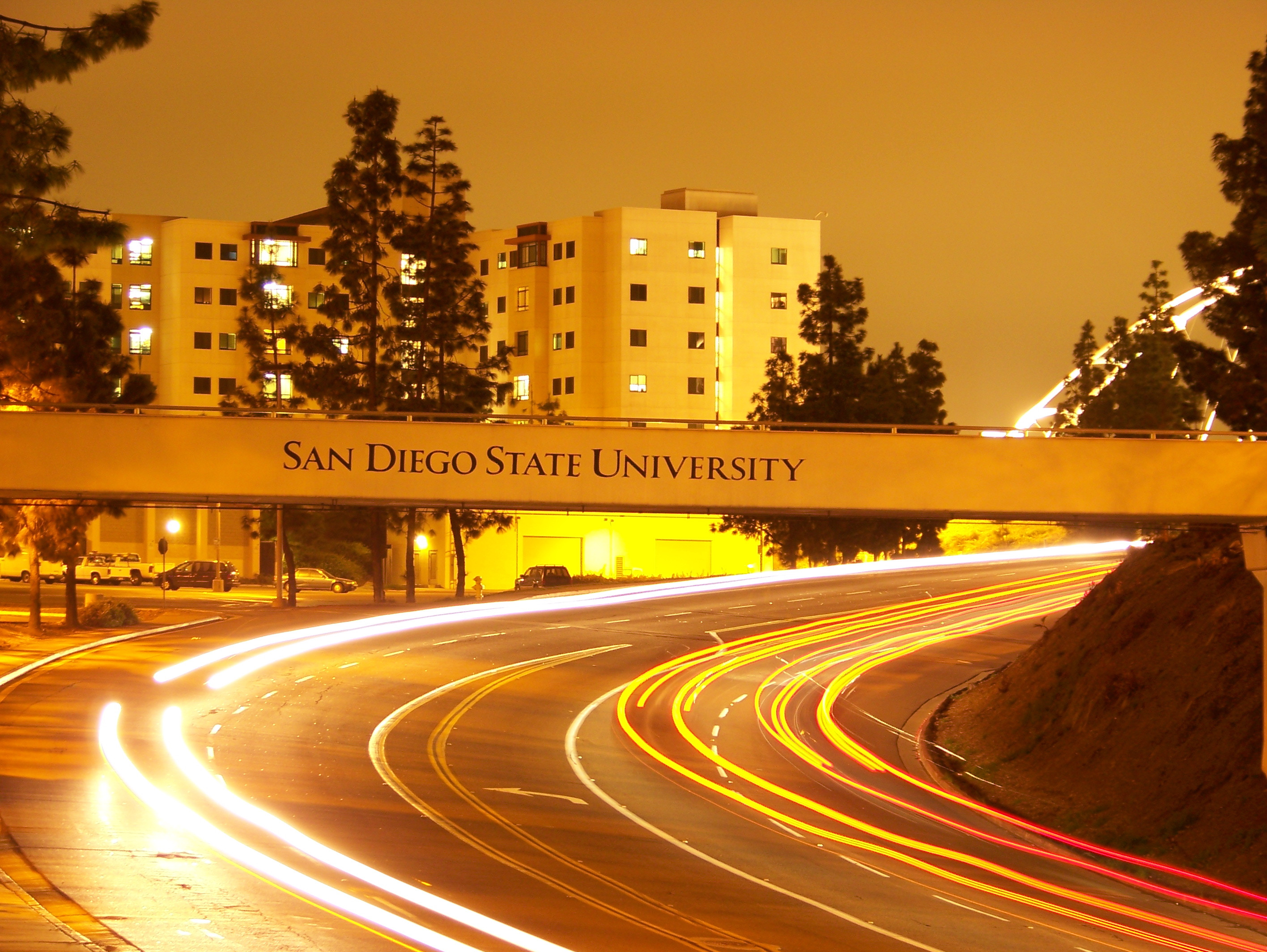
Pasarela peatonal SDSU de noche

- Los dos personajes principales de la película de 2004 ganadora del Óscar Sideways eran compañeros de habitación durante sus días universitarios en SDSU.
- El campus de SDSU es el escenario de Hearst College, la universidad ficticia en The CW la cadena de televisión del show Veronica Mars.
- Las tomas exteriores de Rancho Carne High School secundaria en la película Bring it On fueron filmadas principalmente en la Universidad Estatal de San Diego
- Porciones de The Real World: San Diego fueron filmadas alrededor el campus de SDSU
- SDSU es mencionado por Bart Simpson en Los Simpson episodio "El Presidente Wore Pearls" (Temporada 15, 2003). Lisa se convierte en presidente de la Escuela Primaria de Springfield y sin saberlo desmantela a la escuela de todas sus actividades recreativas, lo que lleva a Bart a decir: "Lisa, hiciste a esta escuela aún peor. Y no fue exactamente la Estatal de San Diego, para empezar."

## Crimen
SDSU fue clasificado como uno de los campus universitarios más peligrosos de los EE. UU. en 2012 por Business Insider. Este colocó al Estado de San Diego como el sexto campus más peligroso (de los que tienen más de 10 000 estudiantes y de acuerdo con datos de 2008 a 2011), debido a 27 delitos violentos y 575 delitos contra la propiedad por cada año.
1996 tiroteo en el campus
El tiroteo de la Universidad Estatal de San Diego se produjo el 15 de agosto de 1996. A los 36 años de edad, un estudiante de posgrado de ingeniería, mientras defendía aparentemente su tesis, disparó y mató a sus tres profesores, Constantinos Lyrintzis, Cheng Liang, y D. Preston Lowrey III. El asesino, que sufría de algunos problemas mentales, fue condenado el 19 de julio de 1997, y fue condenado a cadena perpetua. Como monumento, mesas con una placa con información sobre cada víctima se han colocado al lado de la Facultad de Ingeniería de Edificación.
2008 arresto de estudiantes por drogas
El 6 de mayo de 2008, la DEA anunció el arresto de 96 individuos, de los cuales 33 eran estudiantes de la Universidad Estatal de San Diego, en una variedad de cargos de drogas narcóticas en una operación encubierta llamado Operación caída repentina. Se informó inicialmente que el 75 de los arrestados eran estudiantes, pero el número incluía a estudiantes que habían sido detenidos meses antes, en algunos casos por posesión simple. El busto, que fue el más grande en la historia de San Diego, dibujó una reacción mezclada de la comunidad.

## Exalumnos y profesores notables
La Universidad Estatal de San Diego cuenta con más de 260.000 alumnos en todo el mundo. La universidad es uno de los mejores productores de estudiantes Becarios Fulbright en la nación.